# Église Saint-Martin d'Ormoy-Villers
L'église Saint-Martin est une église catholique paroissiale située à Ormoy-Villers, dans le département de l'Oise, en France. Sa partie la plus ancienne, le chevet du chœur, est de style roman et date de la première moitié du XIIe siècle. Au cours de la seconde moitié du XIIe siècle, le chœur de deux travées a été voûté d'ogives, et au XIVe siècle, sa superficie a été dédoublée par l'adjonction d'un collatéral, mais peu de vestiges subsistent de cette époque. L'église souffre lourdement sous la guerre de Cent Ans, et les parties orientales sont en grande partie rebâties à la période gothique flamboyant, à la fin du XVe siècle. La nef et son bas-côté, sans style véritable, pourraient comporter des parties du XIIe siècle, mais le mur du nord date sans doute de la reconstruction flamboyante, et la façade est moderne. Sur le plan architectural, l'église Saint-Martin n'offre rien de bien remarquable. C'est une petite église rurale dont la relative complexité témoigne des vicissitudes du temps. Sa silhouette particulière, avec un pignon percé de deux fenêtres orienté vers le sud, et un bas-côté rustique, empêchent la confusion avec toute autre église des environs. L'intérieur, un peu sombre et voûté à un niveau assez bas, vaut surtout pour son ensemble de mobilier cohérent du XIXe siècle. L'église est inscrite aux monuments historiques depuis 1970. Elle est affiliée à la paroisse Saint-Sébastien de Crépy-en-Valois.

## Localisation
L'église Saint-Martin est située en France, en région Hauts-de-France et dans le département de l'Oise, près de Crépy-en-Valois, sur la commune d'Ormoy-Villers, au centre du village, place de l'Église / Grande-Rue. Elle est bâtie sur un petit tertre, et sur un haut soubassement. L'élévation méridionale est à peu près alignée sur la rue, mais prend du recul face à celle-ci. Un chemin bordé d'arbres donne accès à l'escalier, qui monte vers la terrasse devant l'église. La façade occidentale donne sur la place, au caractère d'un simple parking, mais la différence de niveau empêche un accès direct. En ce qui concerne le chevet, il est enclavé dans des propriétés privées, et seulement partiellement visible depuis le domaine public. L'élévation septentrionale n'est normalement pas bien visible non plus, mais le petit jardin au nord de l'église, habituellement fermé, appartient à la commune et peut être ouvert occasionnellement.

## Histoire

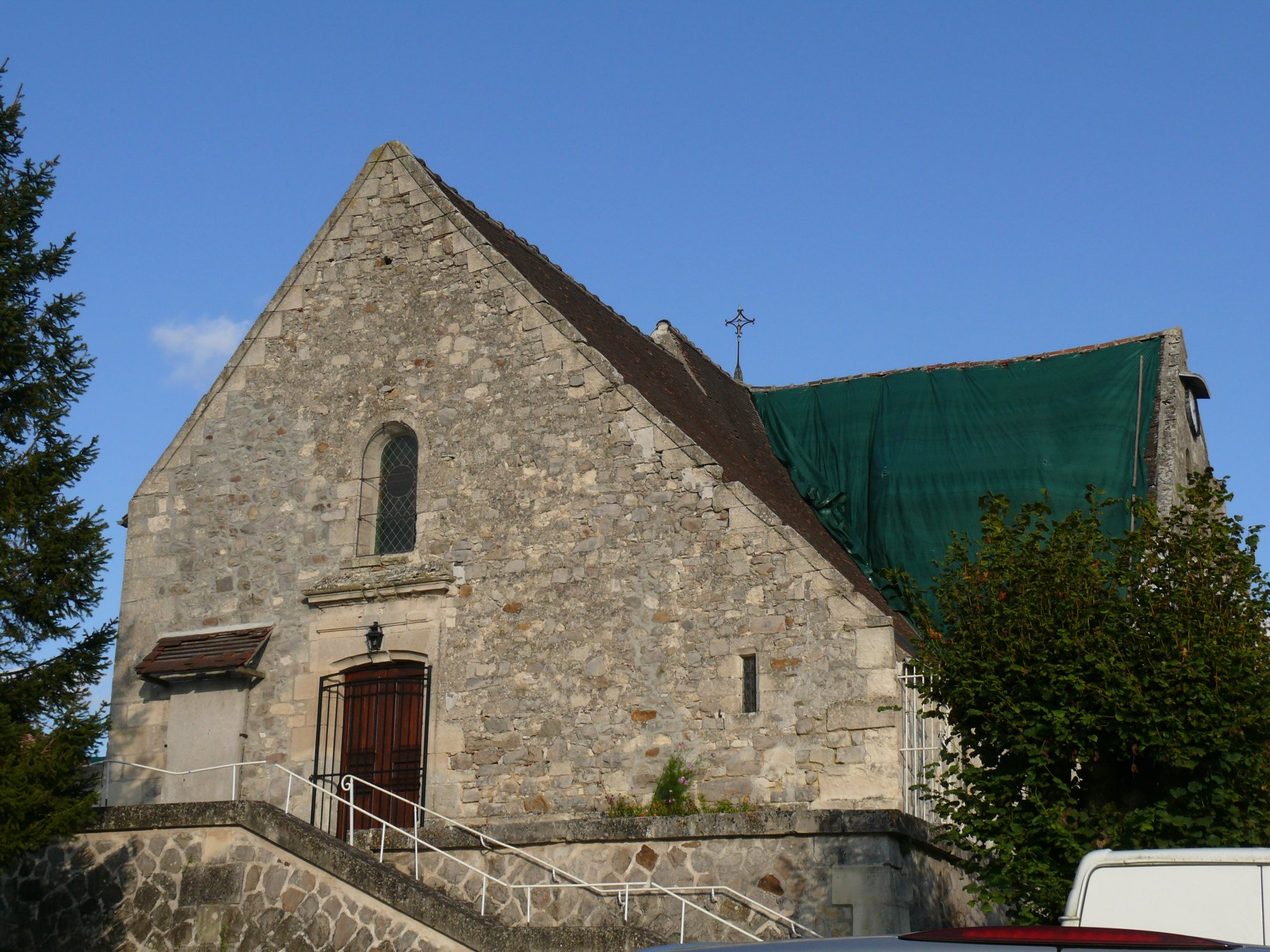
Façade occidentale.

La paroisse d'Ormoy-Villers est issue de la réunion des deux paroisses d'Ormoy et de Villers, au début du XVIIIe siècle. Les origines des deux paroisses ne sont pas connues. Sous l'Ancien Régime, elles dépendent du doyenné de Crépy-en-Valois du diocèse de Senlis. Le collateur des deux cures est le prieuré clunisien Saint-Arnoul de Crépy-en-Valois. Souvent les deux villages ont le même seigneur. Villers possède une église dédiée à Remi de Reims, et Ormoy possède une église dédiée à saint Martin. Selon la tradition locale, l'église Saint-Martin serait l'ancienne chapelle du château, qui a été détruit sous la Grande Jacquerie en 1358. Villers, aujourd'hui Petit-Villers, se situe au nord d'Ormoy, près de la voie ferrée, et était déjà réduit à une dizaine de maisons au milieu du XIXe siècle. Autrefois le hameau devait être plus important, mais à la fin du règne de Louis XIV, le bénéfice de le cure n'est plus suffisant plus pour subvenir aux besoins d'un curé. L'église de Villers est provisoirement desservi par le curé d'Ormoy, mais est démolie bien avant la Révolution française. Seul le cimetière est maintenu dans un premier temps. En 1789, le curé Farochon est l'un des députés du bailliage de Crépy aux États généraux. Après la Révolution, le siège épiscopal de Senlis n'est plus pourvu. Au moment du Concordat de 1801, le territoire correspondant au département de l'Oise est tout en entier incorporé dans le diocèse d'Amiens. Parmi les trois diocèses qui se partagent le territoire avant la Révolution, seul le diocèse de Beauvais est rétabli en 1822. Depuis cette date, Ormoy-Villers en fait partie. La petite paroisse Saint-Fuscien de Rouville est rattachée à celle d'Ormoy-Villers au XIXe siècle. Faute de publications détaillées relatives à Ormoy-Villers, il n'est pas possible de fournir davantage de renseignements.

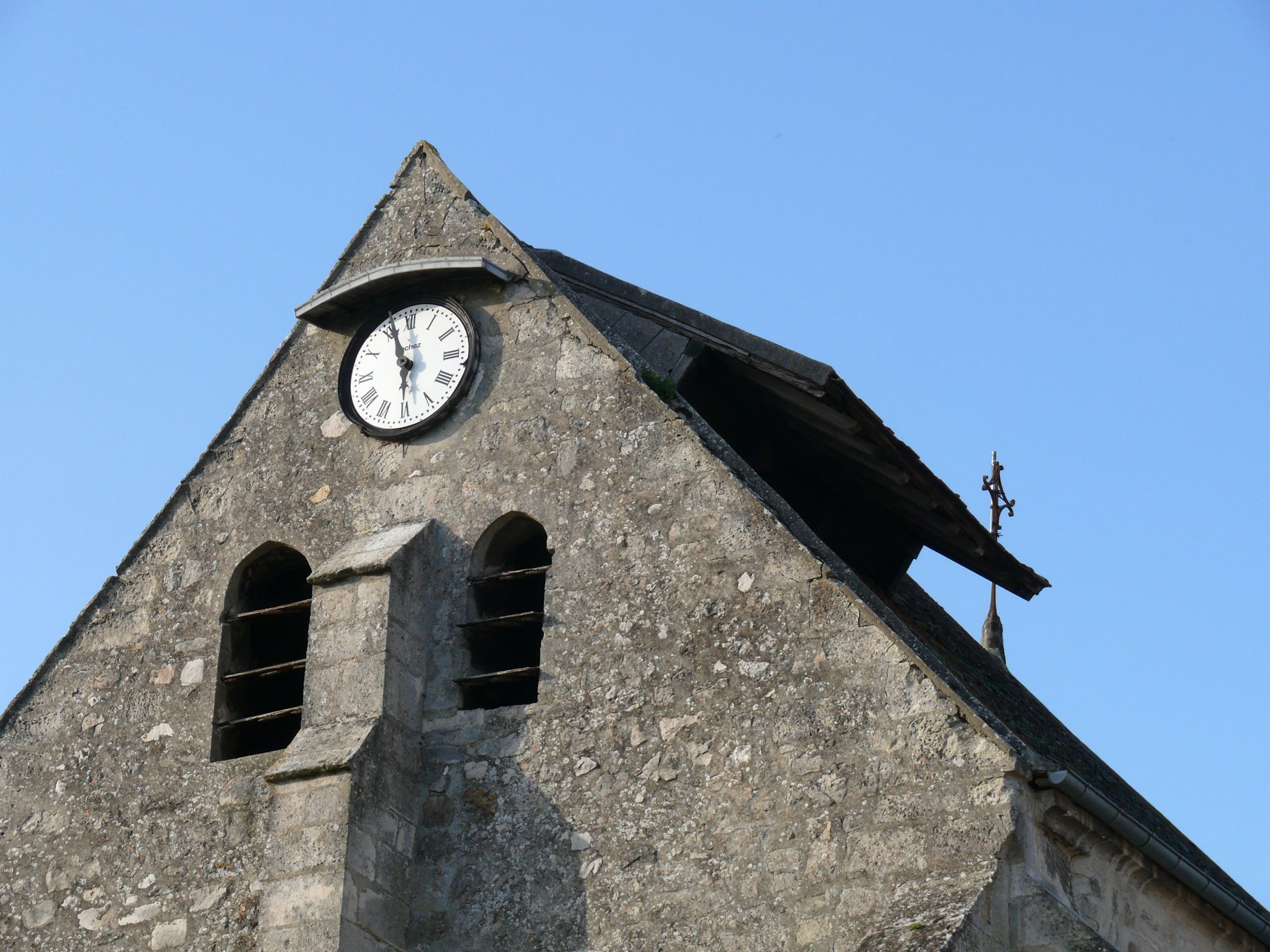
Pignon du collatéral.

L'édifice est issu de plusieurs campagnes de construction. Le style gothique flamboyant domine dans les parties orientales, mais un examen attentif révèle des éléments des XIIe – XIVe siècles : l'église a dû lourdement souffrir de la guerre de Cent Ans. D'après Dominique Vermand, le mur de chevet du chœur daterait du début du XIIe siècle. Il est flanqué de deux contreforts plats, et percé d'un triplet de trois baies en plein cintre, qui sont bouchées depuis l'installation d'un haut retable à l'intérieur. Rien qui rappelle la première campagne de construction n'est donc visible à l'intérieur. L'arc triomphal, à l'intersection entre chœur et nef, a pu être repris pendant la seconde moitié du XIIe siècle, à en juger d'après son cordon de pointes-de-diamant. L'occasion de la reprise devait être le voûtement d'ogives du chœur, que rappellent encore deux culs-de-lampe sculptés de têtes humaines en haut-relief, ainsi que l'amorce d'une ogive. Le dossier de protection ne propose pas une datation aussi haute, et table sur le début du XIIIe siècle pour la première campagne de construction. C'est en tout cas au XIVe siècle qu'un collatéral de deux travées est ajouté au sud du chœur, et double ainsi sa superficie. Les vestiges du XIVe siècle ne sont pas beaucoup plus nombreux que ceux du XIVe siècle : il s'agit du mur du chevet avec une fenêtre bouchée, qui a perdu son remplage d'origine ; du soubassement du mur méridional ; de deux anciens arc formerets ; et d'un cul-de-lampe avec tailloir à bec dans l'angle nord-ouest. Après les destructions et le manque d'entretien subis pendant la guerre de Cent Ans, le chœur et le collatéral sont en grande partie rebâtis et revoûtés dans le style flamboyant. Les quatre fenêtres de l'élévation nord, le réseau de la baie orientale du collatéral, et les deux fenêtres au sud du collatéral sont flamboyants. En ce qui concerne la nef et son unique bas-côté au sud, ils sont sans style particulier, et donc difficilement datables. Ces parties ont connu des réfections modernes, mais les murs pourraient en partie remonter au XIIe siècle. L'église Saint-Martin a été inscrite aux monuments historiques par arrêté du 28 janvier 1970,. Elle est aujourd'hui affiliée à la communauté d'Auger-Saint-Vincent de la paroisse Saint-Sébastien de Crépy-en-Valois, et accueille des célébrations eucharistiques environ tous les deux mois, le dimanche à 9 h 30.

## Description

Plan de l'église.

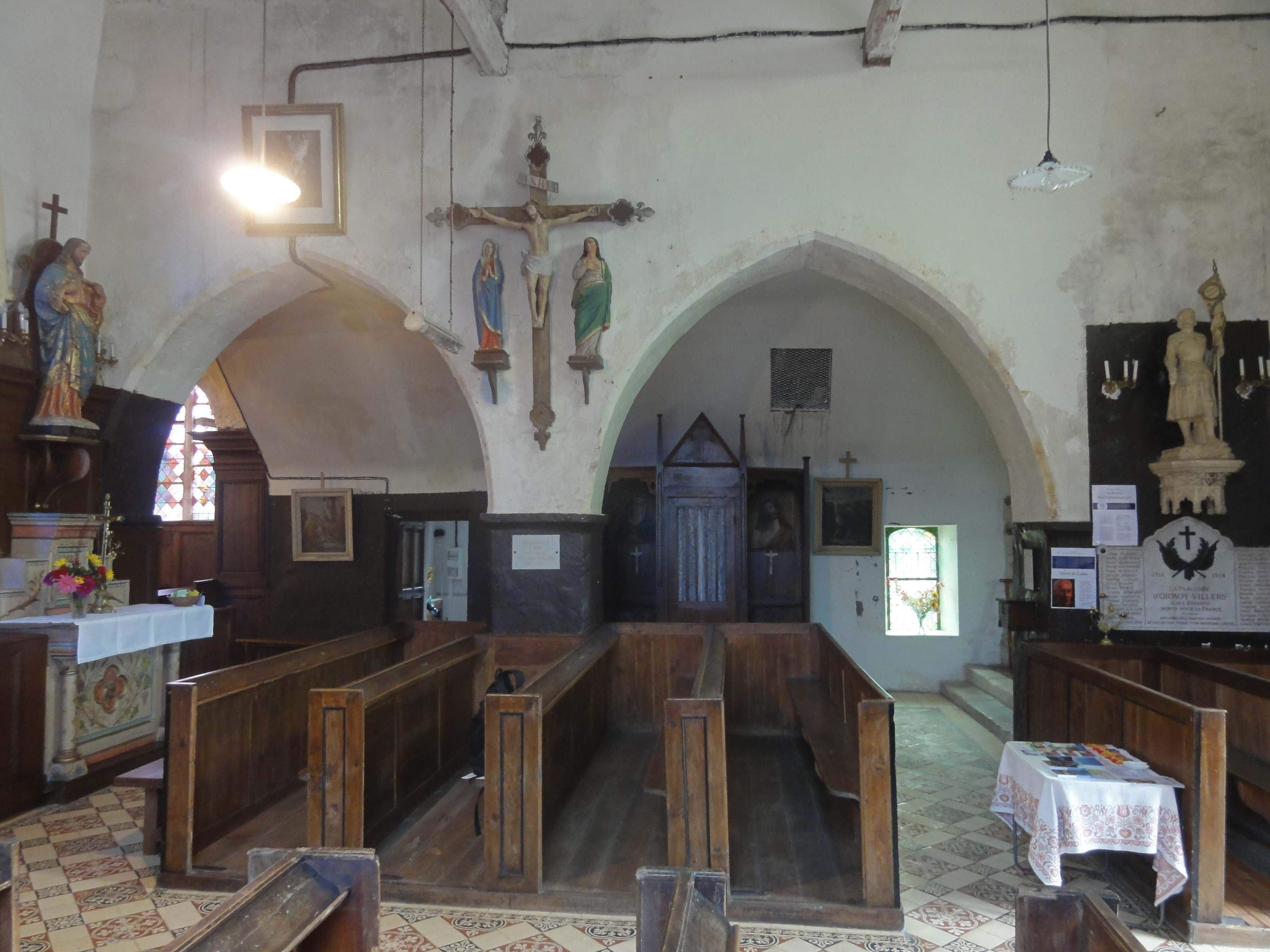
Nef, élévation sud.

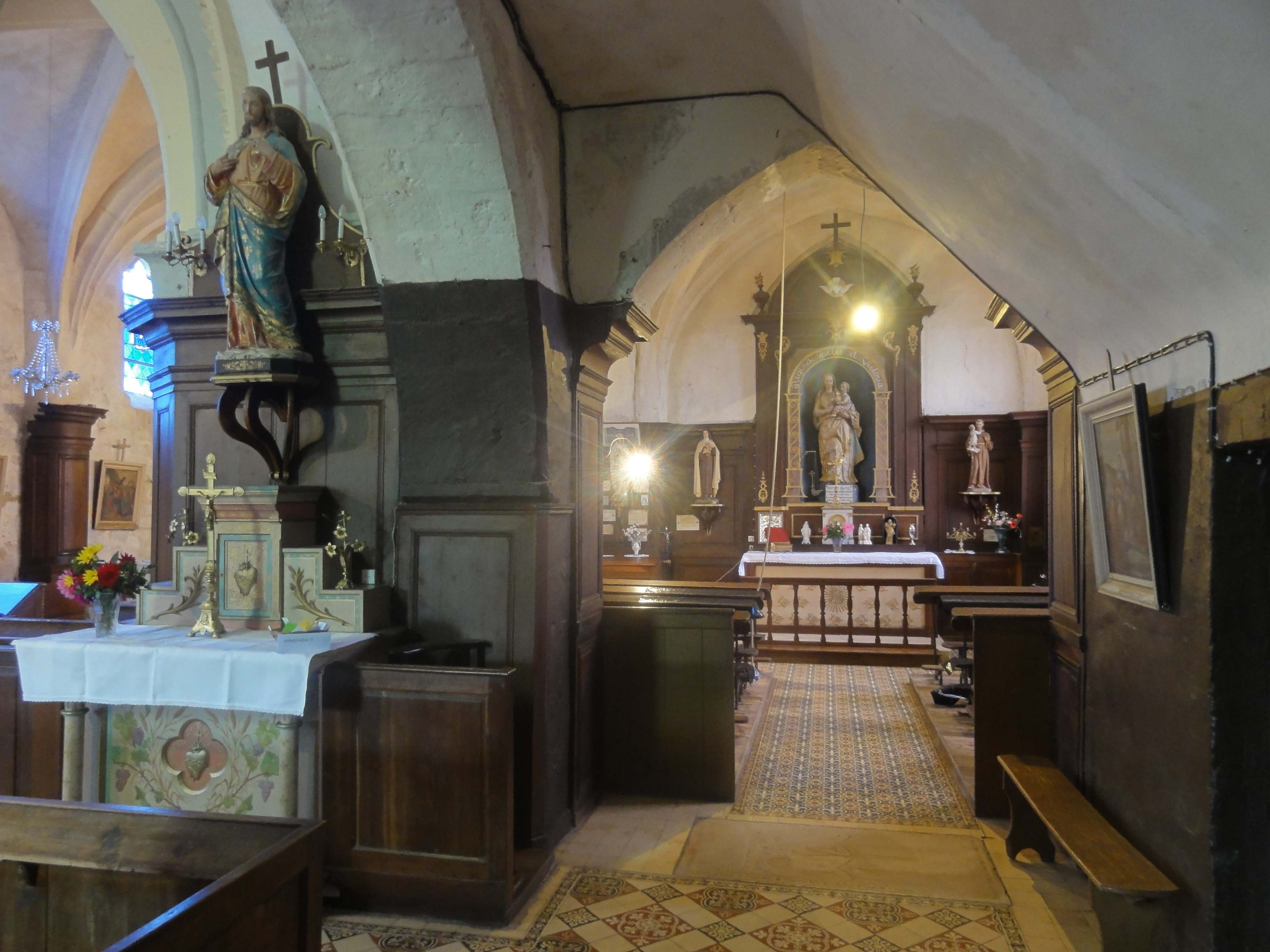
Bas-côté, vue vers l'est.

### Aperçu général
À peu près régulièrement orientée, l'église Saint-Martin se compose d'une nef non voûtée de deux travées, accompagnée d'un unique bas-côté au sud ; d'un chœur de deux travées au chevet plat ; et d'un collatéral sud du chœur, qui a la même longueur que celui-ci et communique avec le bas-côté de la nef à l'ouest. Il est cependant plus large, et une sacristie a été construite dans l'angle entre bas-côté sud et le mur occidental du collatéral. Un clocher fait complètement défaut ; il n'y a même pas une petite flèche en charpente, mais seulement une lucarne côté est : la cloche est suspendu dans les combles du collatéral sud. Les deux fois deux travées de l'ensemble chœur et collatéral sont voûtées d'ogives. La structure des toitures ne reflète pas l'organisation interne de l'église, car le collatéral présente un pignon vers le sud, alors que le chœur n'en possède pas, hormis le pignon intermédiaire côté nef. C'est donc un toit à croupe que l'on aperçoit depuis le nord. La façade occidentale est dominée par un pignon, auquel se rattache le demi-pignon du toit en appentis du bas-côté. L'église ne possède qu'un unique accès, en l'occurrence le portail occidental de la nef.

### Intérieur

#### Nef et bas-côté
La nef et le bas-côté sont considérés comme modernes par Louis Graves, ce que l'auteur déduit sans doute de la façade et de l'intérieur, qui sont sans style véritable et de faible intérêt architectural. En plus, ces parties de l'église sont sombres, car l'unique fenêtre au sud est de petites dimensions, et la grande fenêtre au nord de la nef ne donne pas autant de luminosité qu'une baie tournée vers le sud pourrait le faire. Le remplage de cette fenêtre aurait dû faire douter Louis Graves de sa datation, car il est typiquement flamboyant, et se compose de deux lancettes trilobées surmontées d'un soufflet et de deux mouchettes. La fenêtre au nord de la première travée du chœur est presque identique, sauf que deux mouchettes asymétriques remplacent le soufflet. Les deux doivent remonter aux réparations à la suite de la guerre de Cent Ans. Depuis l'ouest, la nef est éclairée par une baie en plein cintre au-dessus du portail, tandis que l'on s'est contenté d'une sorte de meurtrière pour le bas-côté. Le plafond de la nef est une fausse voûte en berceau, qui consiste d'un lambris revêtu de plâtre. La charpente est à deux entraits avec poinçons légèrement moulurés. Il est vrai qu'aucun indice ne permet d'affirmer que la nef comporte des parties du XIIe siècle, mais les nefs romanes de la région sont souvent dénuées de caractère et assez semblables, comme à Auger-Saint-Vincent, Rully et Saint-Vaast-de-Longmont. Deux grandes arcades s'ouvrent sur le bas-côté. Elles ne commencent pas au revers de la façade, mais beaucoup plus tard, ce qui crée un réduit sans communication directe avec la nef au début du bas-côté. C'est la chapelle des fonts baptismaux. Les arcades sont en tiers-point et non moulurées, mais simplement chanfreinées. Elles ne possèdent ni tailloirs, ni colonnettes à chapiteaux, ce qui donne à penser qu'elles ont été percées après coup à la période gothique, comme à Duvy et Saint-Vaast-de-Longmont. Le tracé en tiers-point défend a priori une construction après le milieu du XVIe siècle, et donne plutôt raison à Dominique Vermand, qui pense que la nef comporte des parties du XIIe siècle. Le bas-côté fait honneur à son nom, et son toit descend effectivement très bas au sud, comme à Auger-Saint-Vincent, Rocquemont, Saint-Maximin et Saint-Vaast-de-Longmont. Le mur gouttereau du bas-côté est loin d'atteindre la hauteur, déjà modeste, de celui de la nef, et le plafond est simplement le revers lambrissé et plâtré du toit en appentis. Malgré sa simplicité, une ambiance chaleureuse règne dans la nef grâce au mobilier cohérent du XIXe siècle, qui comporte des bancs de fidèles avec cloisons intermédiaires, la chaire à prêcher, un lambris de demi-revêtement sur les piliers occidentaux du chœur, l'autel du Sacré-Cœur et quelques statues. Le confessionnal et les fonts baptismaux se trouvent dans le bas-côté, par où l'on accède également à la sacristie,.

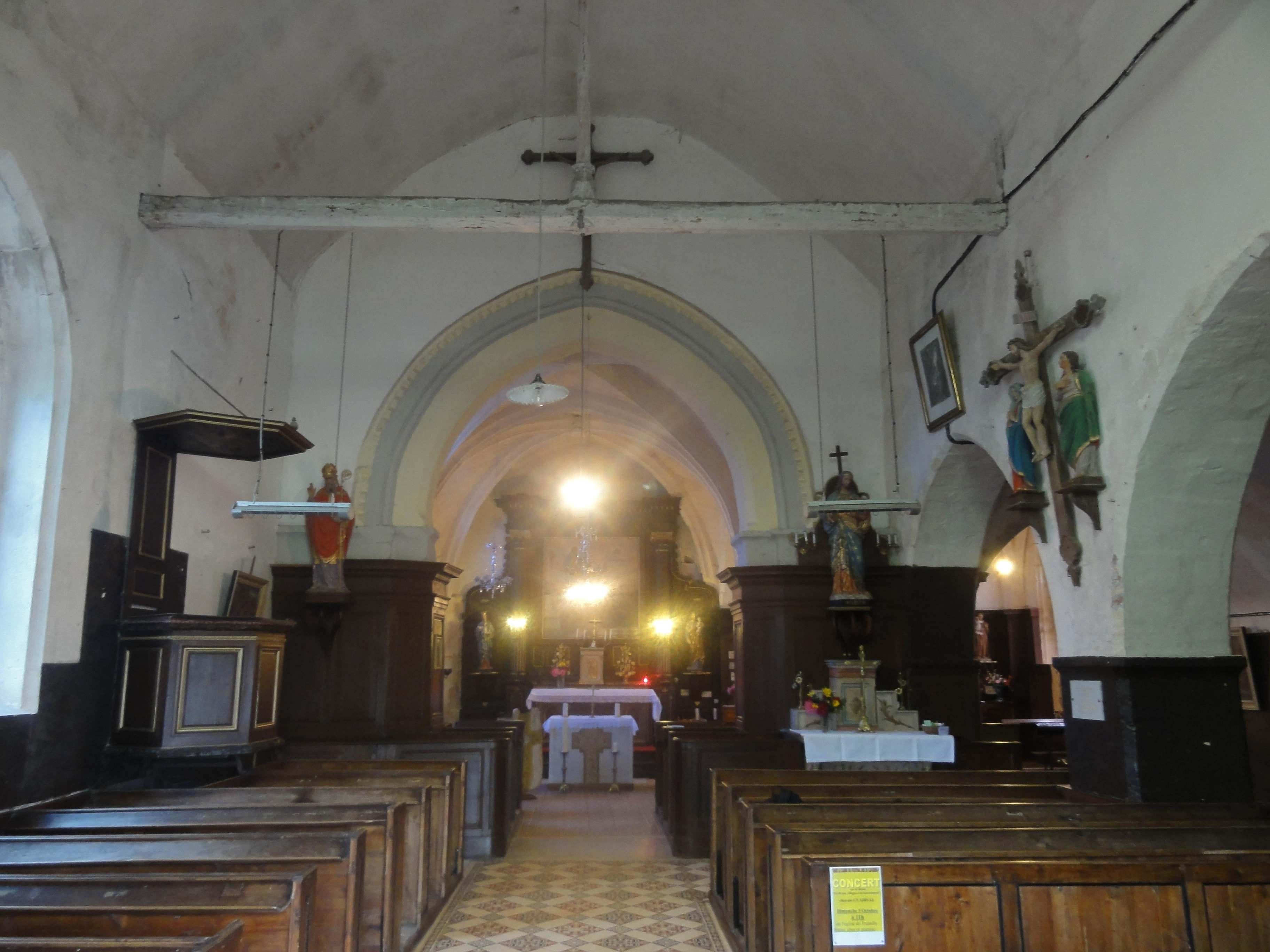
Nef, vue vers l'est.
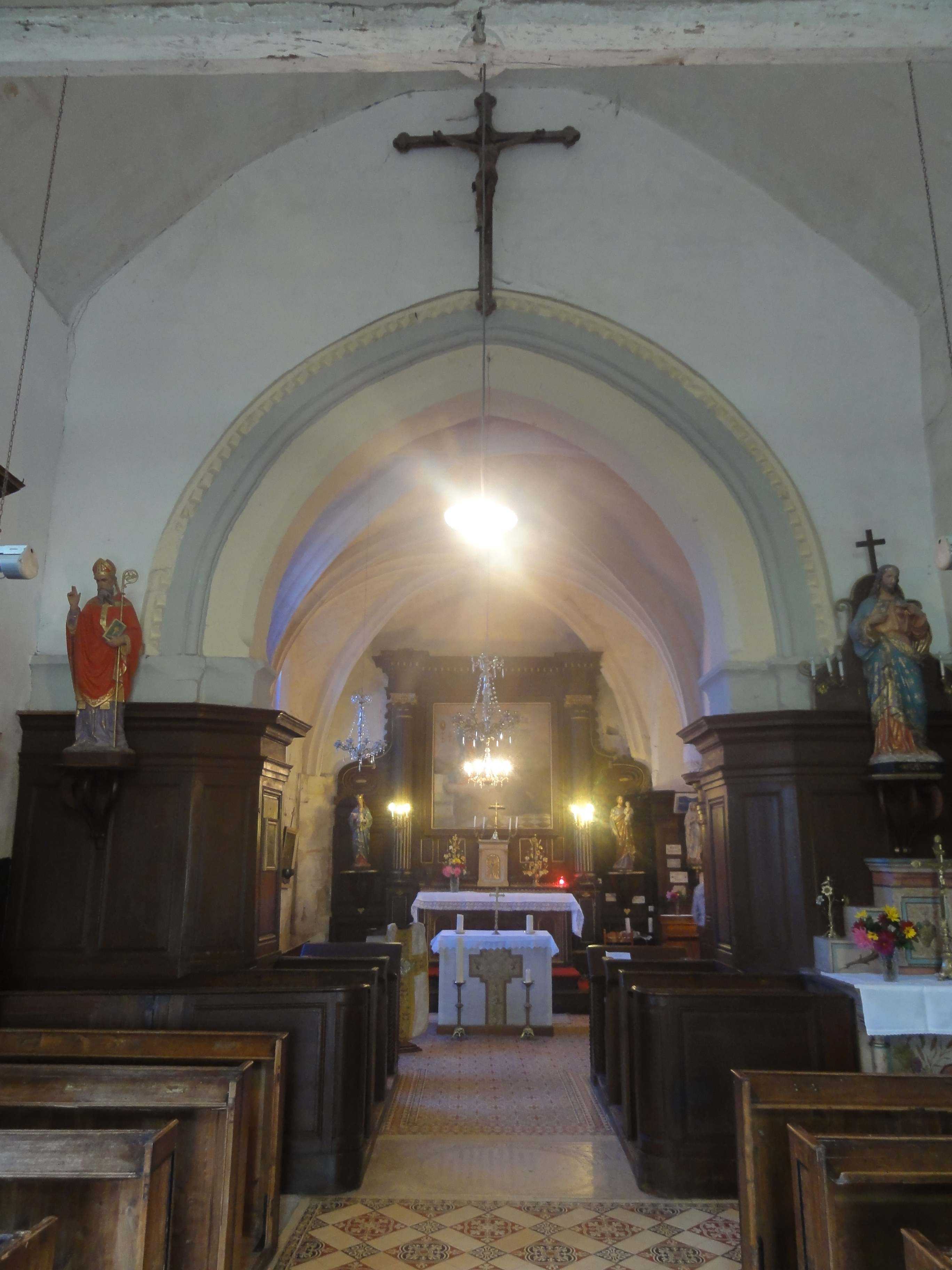
Arc triomphal.
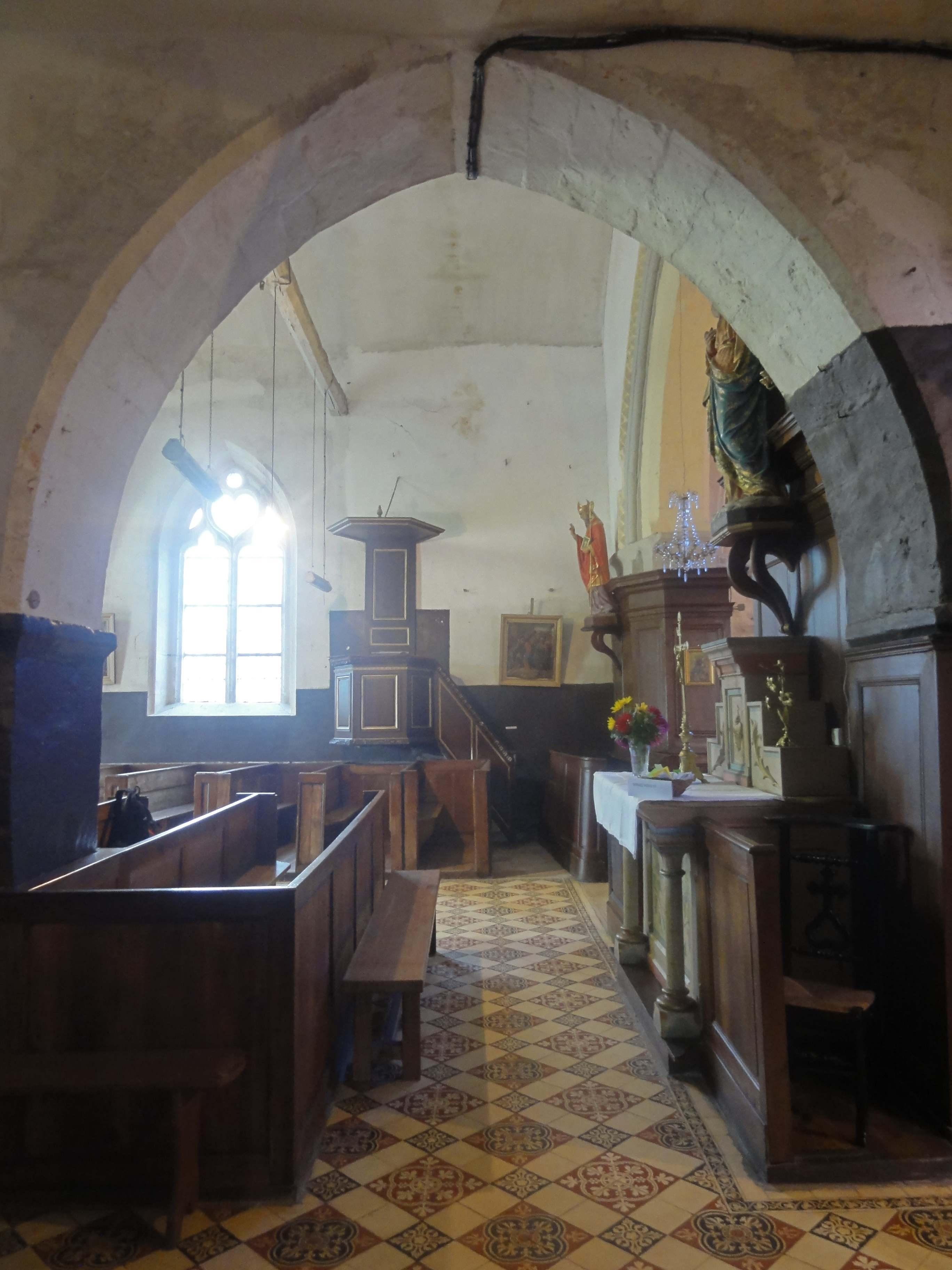
Vue par la 2e arcade.
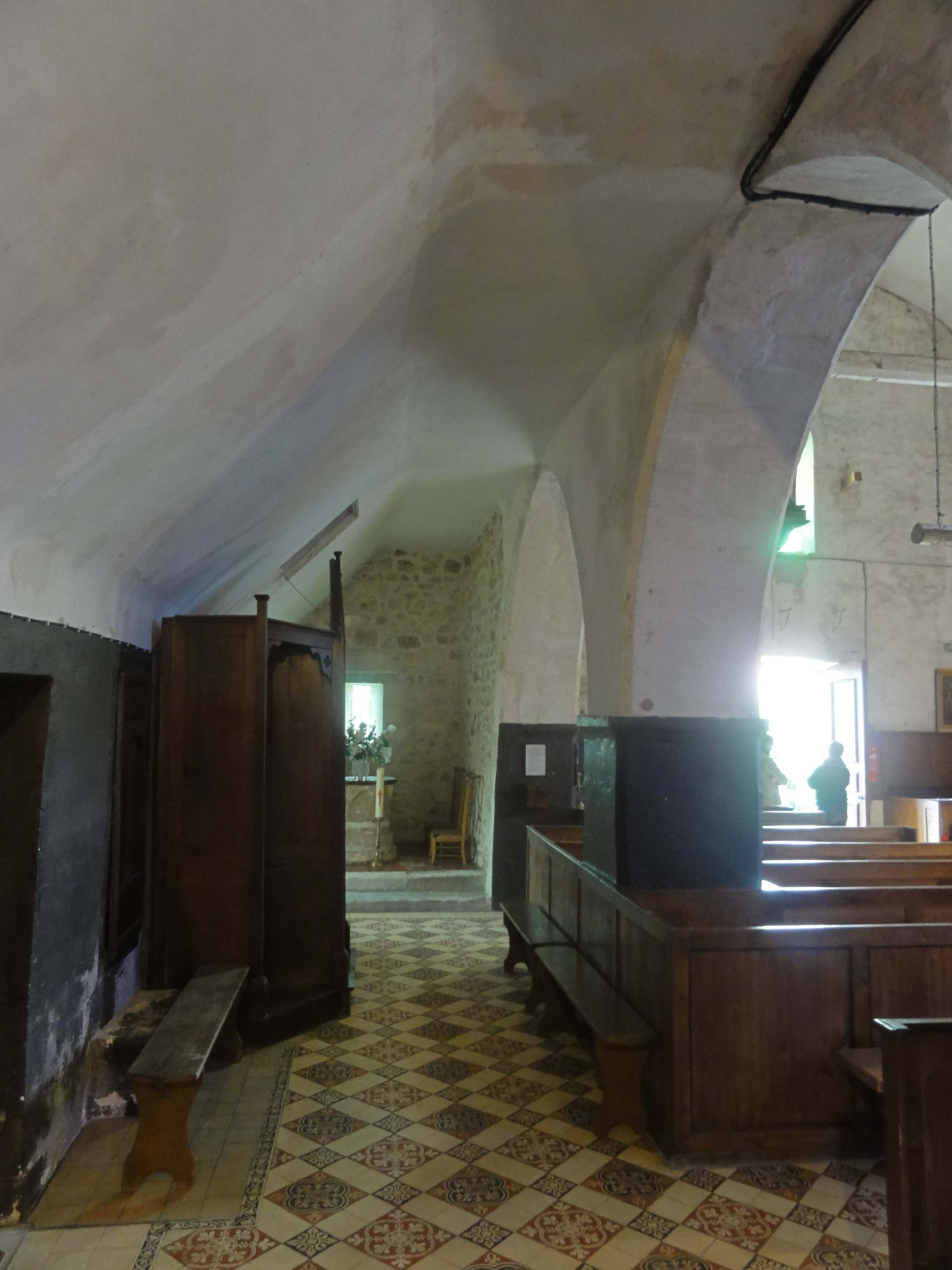
Bas-côté, vue vers l'ouest.
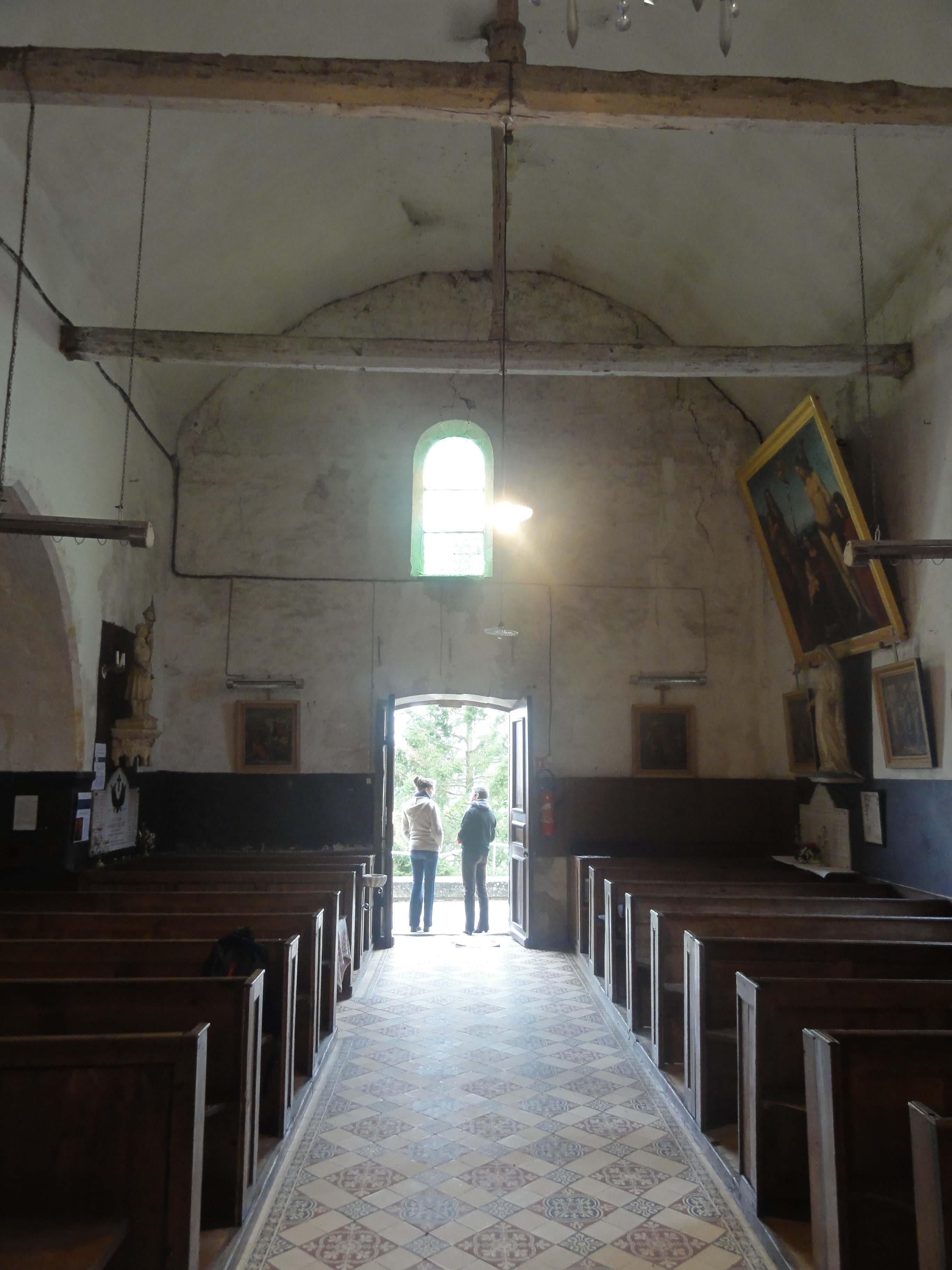
Nef, vue vers l'ouest.
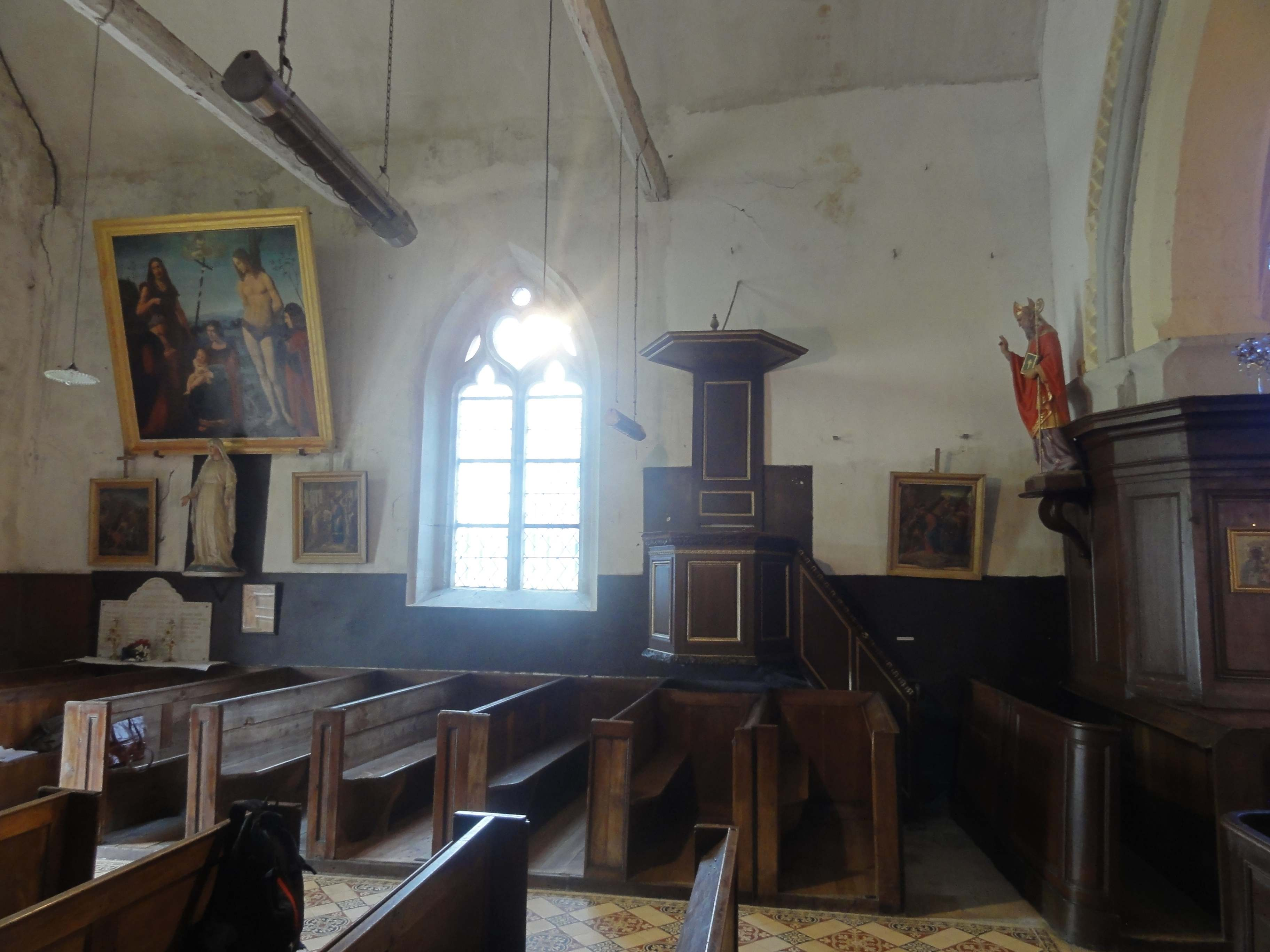
Nef, vue vers le nord.

#### Chœur

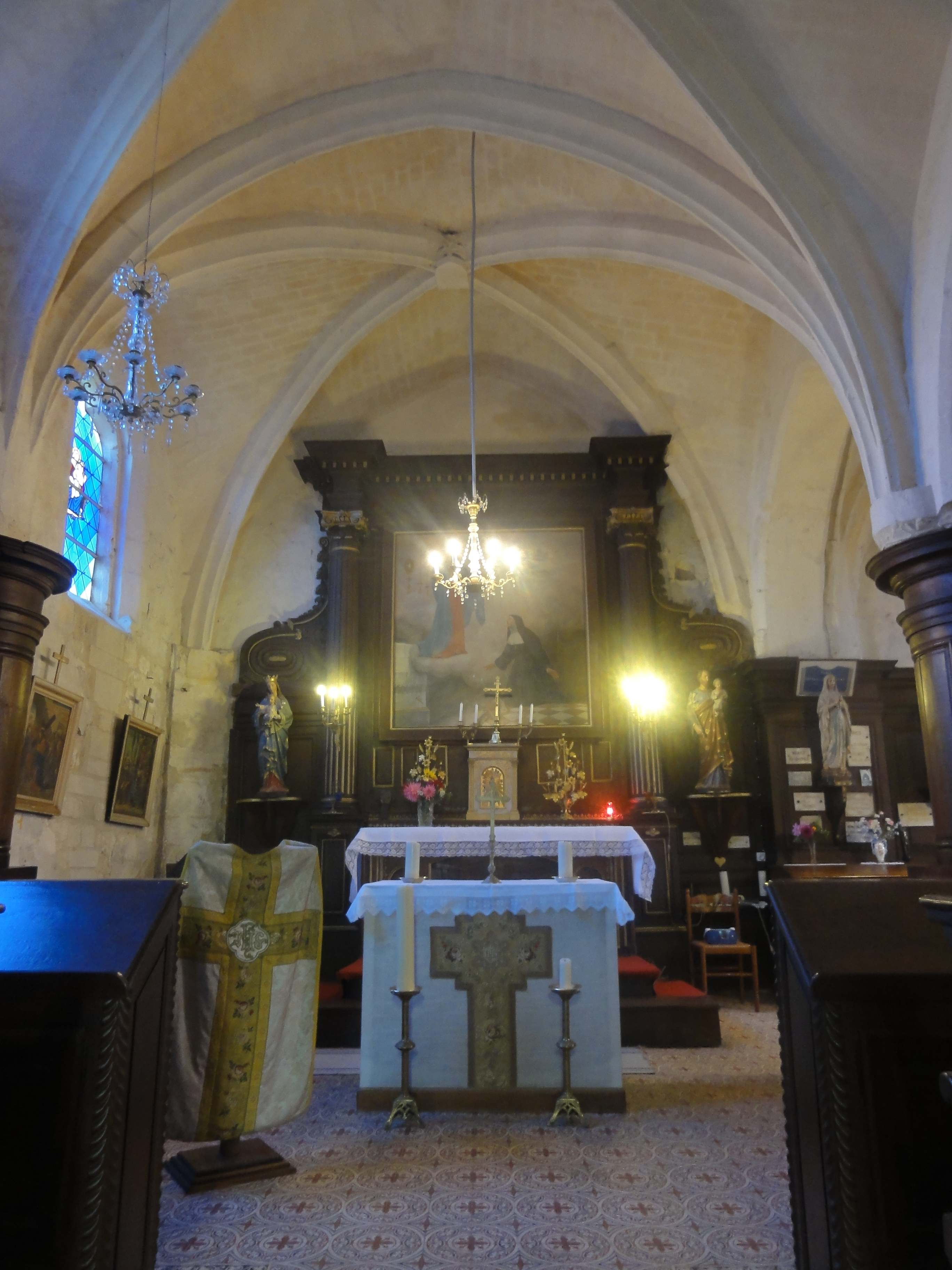
Chœur, vue vers l'est.

Le chœur commence par l'arc triomphal, qui, comme déjà mentionné, est en tiers-point. Il est à double rouleau. Le rouleau inférieur n'est pas mouluré et seulement chanfreiné, mais le rouleau supérieur, mouluré d'un tore dégagé, est surmonté d'un cordon de pointes-de-diamant et d'un boudin. Les tailloirs sont d'une grande simplicité, et leur profil se caractérise par une plate-bande anormalement saillante au-dessus d'une gorge. Les contours d'un chapiteau se profilent encore à la retombée nord du rouleau supérieur. Vraisemblablement les colonnettes et chapiteaux ont été supprimés, soit au moment du revoûtement flamboyant du chœur, ou sinon lors de la première pose d'un lambris. Malgré l'effort décoratif côté nef, l'arc triomphal est dépourvu d'ornementation côté chœur. Il ressemble donc aux grandes arcades de la nef, tout comme par ailleurs les deux arcades vers le collatéral du chœur. Elles n'atteignent pas tout à fait les lunettes des voûtes, qui sont de hauteur médiocre : en effet, même le chœur ne comporte qu'un unique niveau d'élévation, ce qui souligne le caractère rural de l'église. En même temps, les dimensions sont hérités du chœur du début XIIe siècle, dont le chevet a été conservé. Son triplet est entièrement caché derrière le retable. Il peut être comparé avec ses homologues d'Avrechy, Cauffry et Noël-Saint-Martin, avec les archivoltes moulurées en moins. Les exemples cités ne sont pas antérieurs au second quart du XIIe siècle.
Pour venir aux voûtes de la seconde moitié du XIIe siècle (dans l'hypothèse qu'il y avait vraiment deux campagnes de construction au XIIe siècle), leurs vestiges se trouvent dans les deux angles occidentaux près de l'arc triomphal. Ce sont des culs-de-lampe orientés de biais, face aux ogives, et avec le même profil que les tailloirs de l'arc triomphal. Une tête humaine se dégage en dessous du tailloir. Dans l'angle nord-ouest, subsiste en outre l'amorce de l'ogive, qui a été récupérée pour la voûte flamboyante. Le profil, très courant à la première période gothique, se compose d'un filet entre deux tores. Comme particularité, le filet est gravé d'un rang de losanges. Les voûtes actuelles sont en arc brisé et dépourvues de formerets, comme devaient l'être les voûtes précédentes. Les ogives de la période flamboyante affectent un profil prismatique aigu. Elles se fondent dans un pilier engagé dans le mur septentrional, à l'intersection des deux travées, et retombent sur un tailloir en hémicycle côté sud. Il est porté par un simple culot engagé dans un pilier cylindrique isolé, dont l'extrémité supérieure est sculptée d'une frise de feuillages. Elle passe autour du culot, ce qui est assez curieux ; la même disposition existe du côté du collatéral. Le pilier lui-même est dissimulé par les boiseries. Quoi qu'il en soit, il ne cadre pas avec les arcades très sommaires percées dans un mur préexistant, et devrait résulter d'une reprise en sous-œuvre, comme au sud du chœur de Courteuil. Dans l'angle nord-est, le cul-de-lampe du XIIe siècle a été mutilé ; dans l'angle sud-est, il a été supprimé à la faveur d'un enroulement baroque du retable. La clé de voûte de la première travée est un médaillon arborant une sorte de fleur à six pétales ; la clé de la seconde travée est agrémentée d'un écusson martelé à la Révolution.

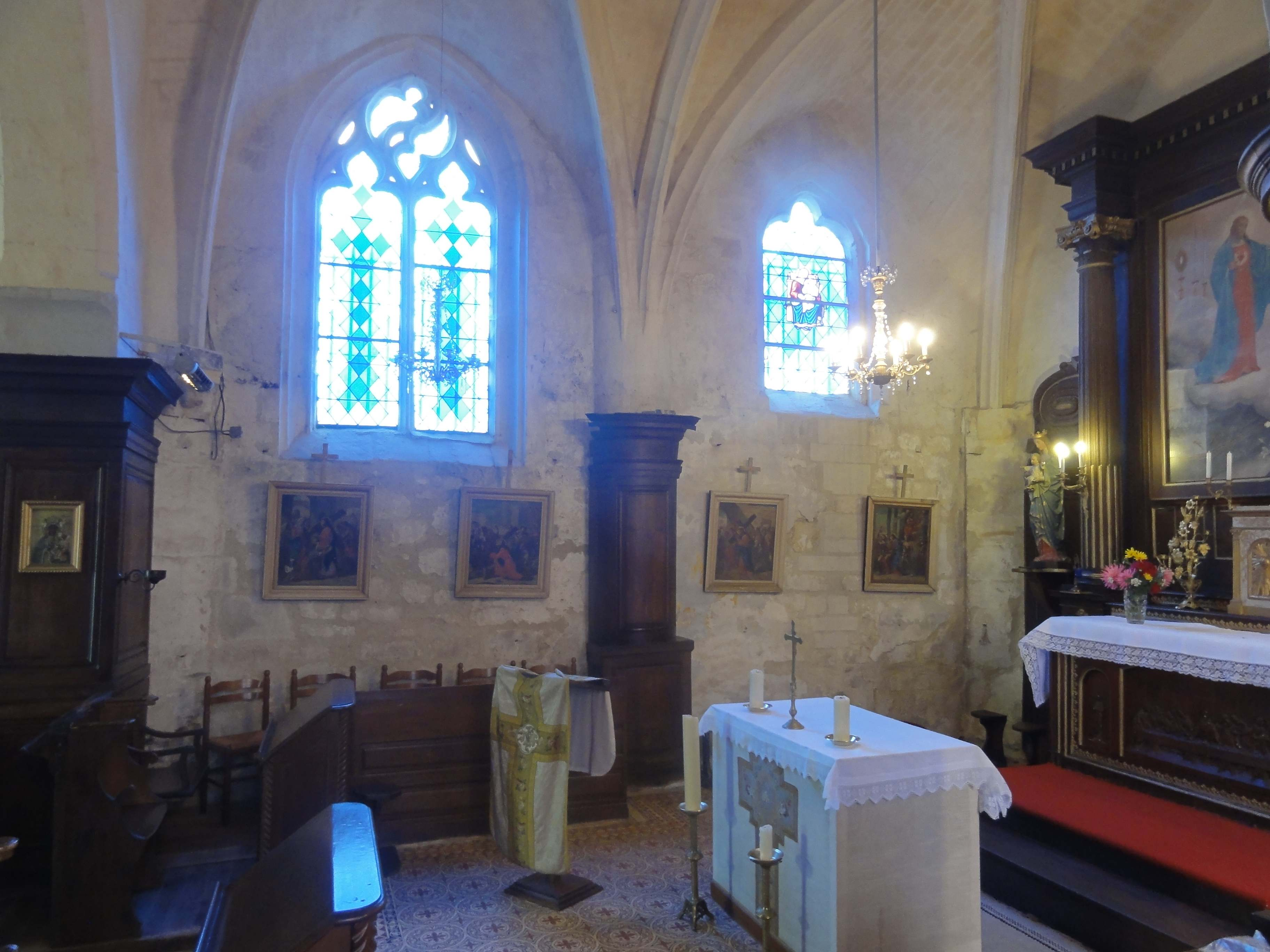
Chœur, élévation nord.
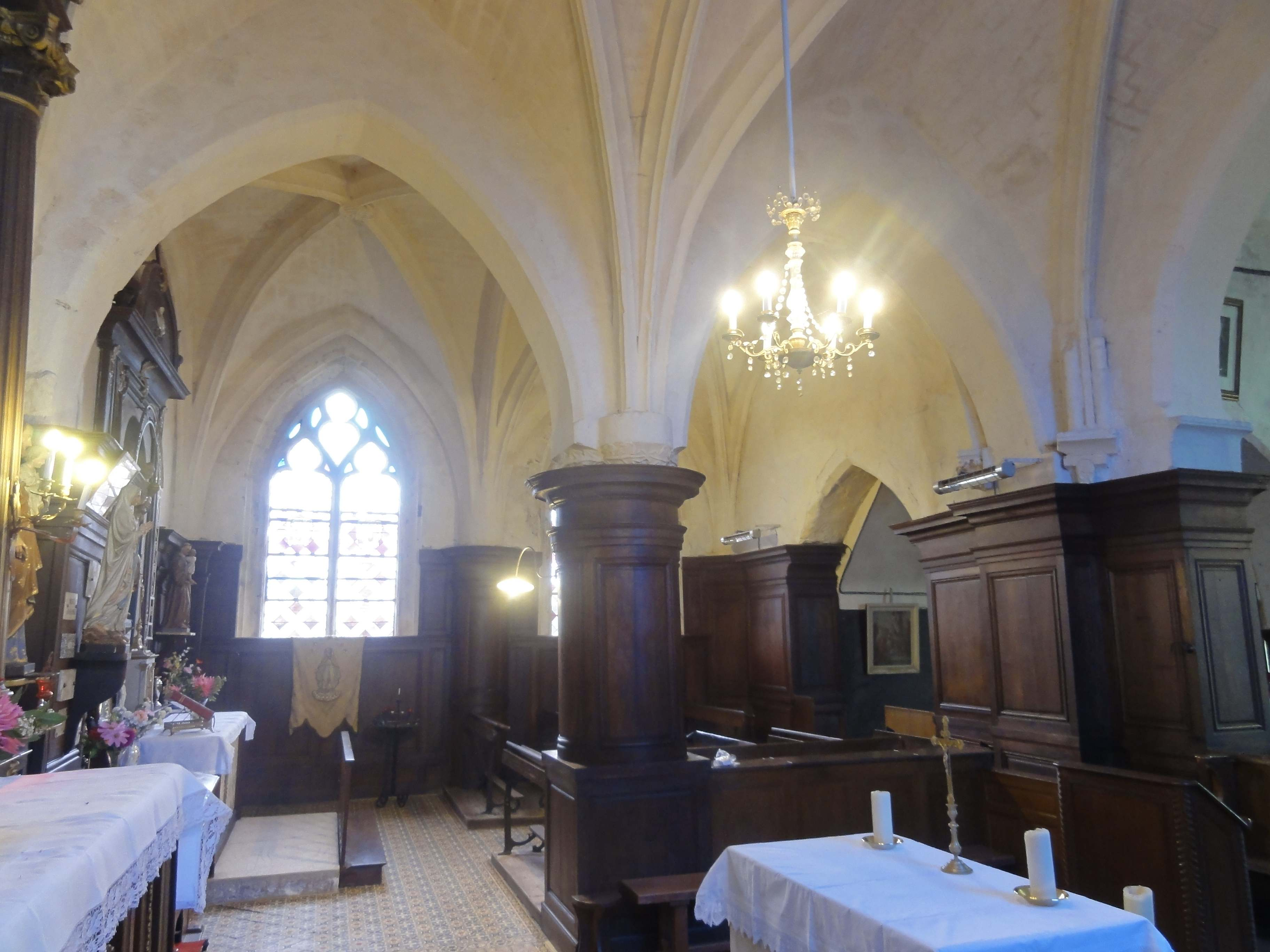
Chœur, élévation sud.
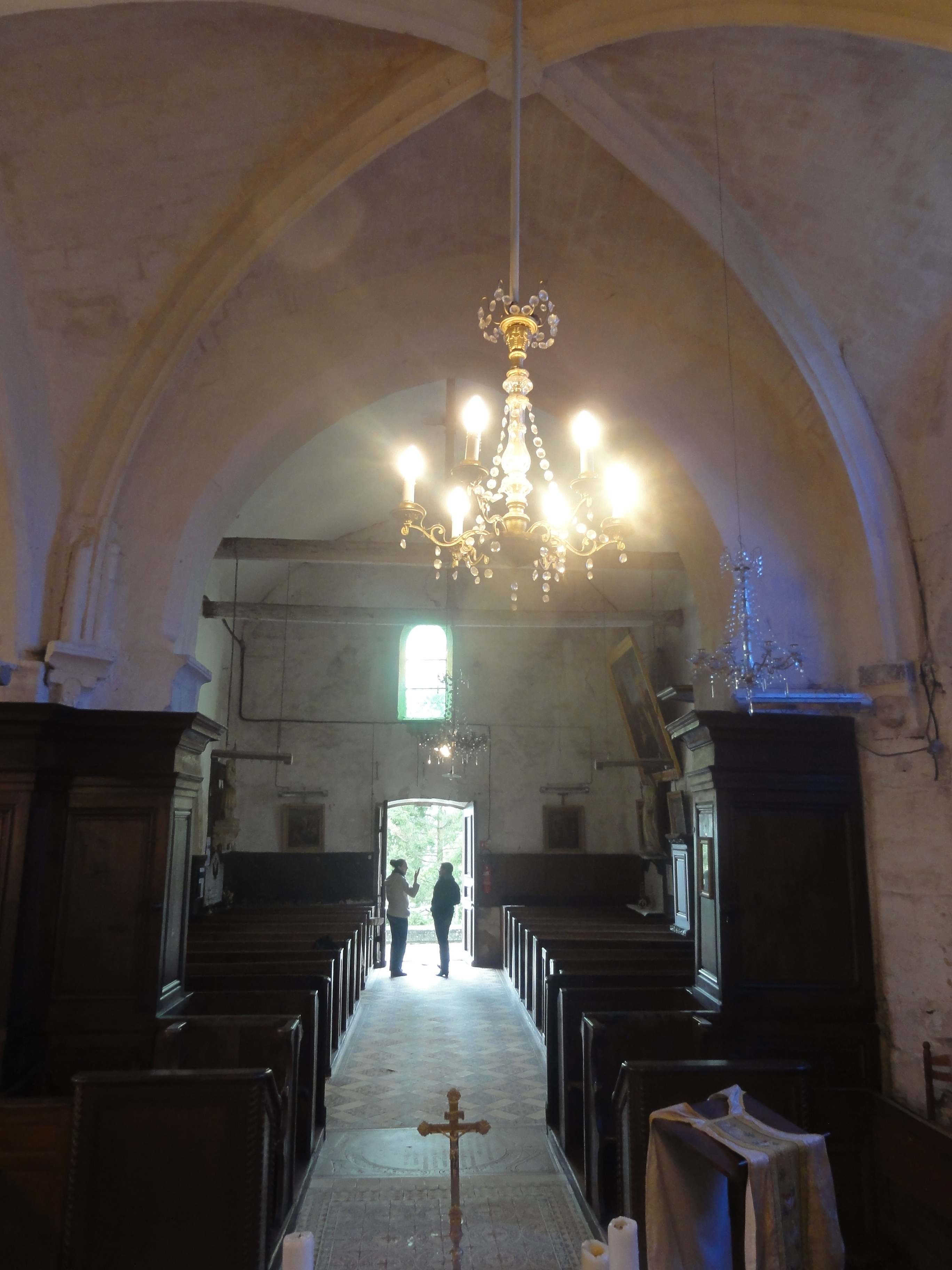
Chœur, vue vers l'ouest.
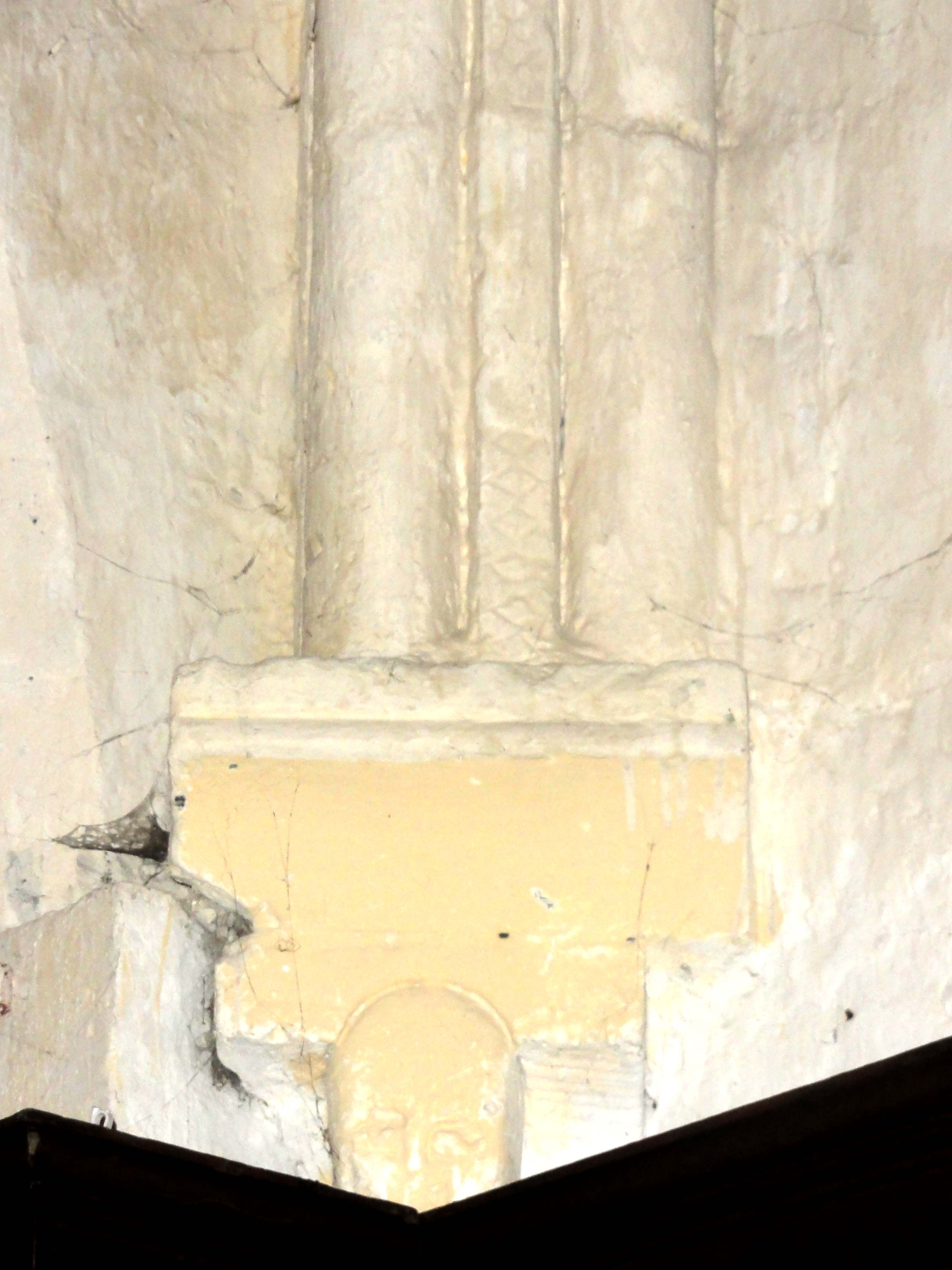
Amorce d'ogive du XIIe siècle.
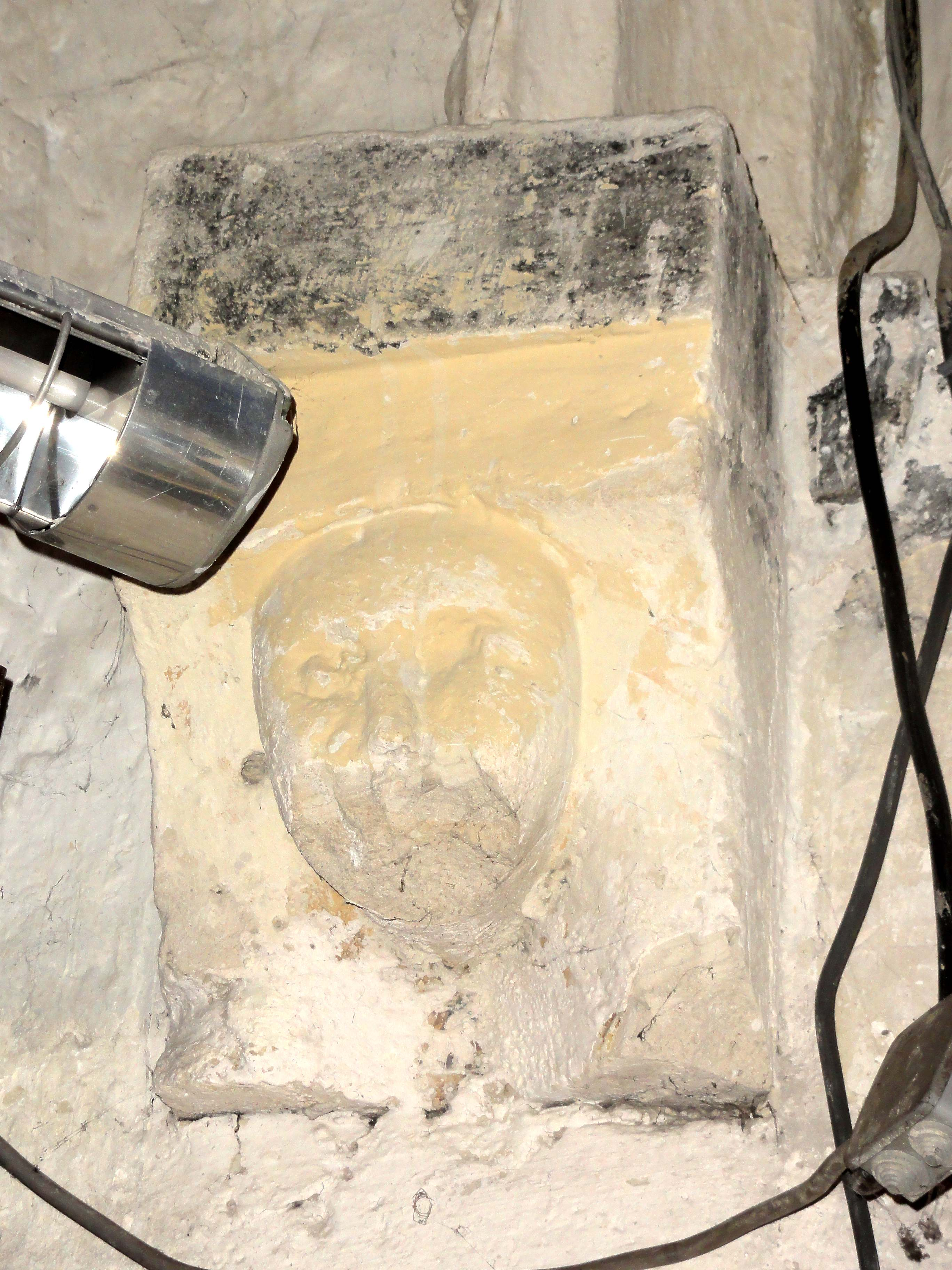
Cul-de-lampe du XIIe siècle.
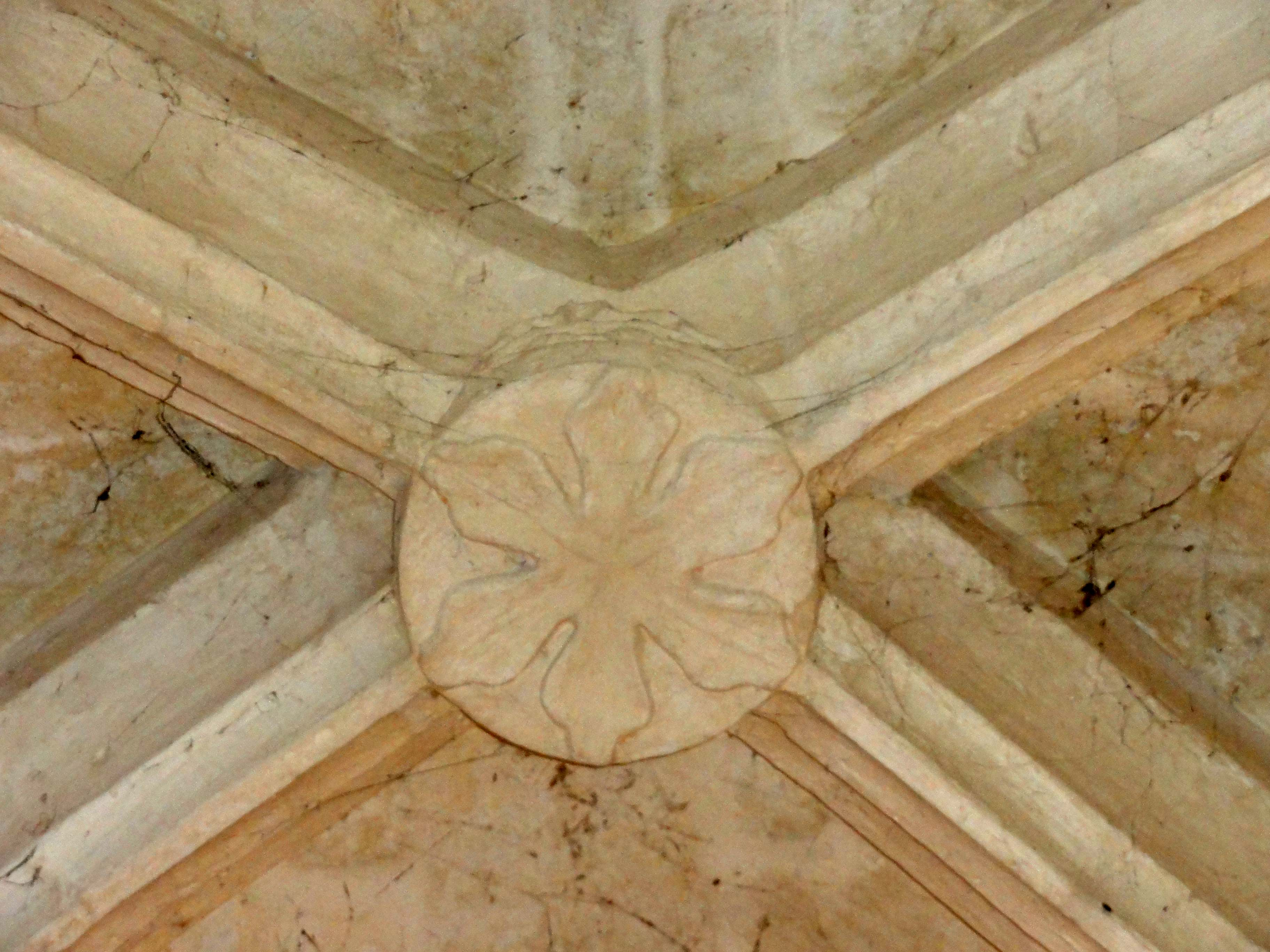
Clé de voûte de la 1re travée.

#### Collatéral

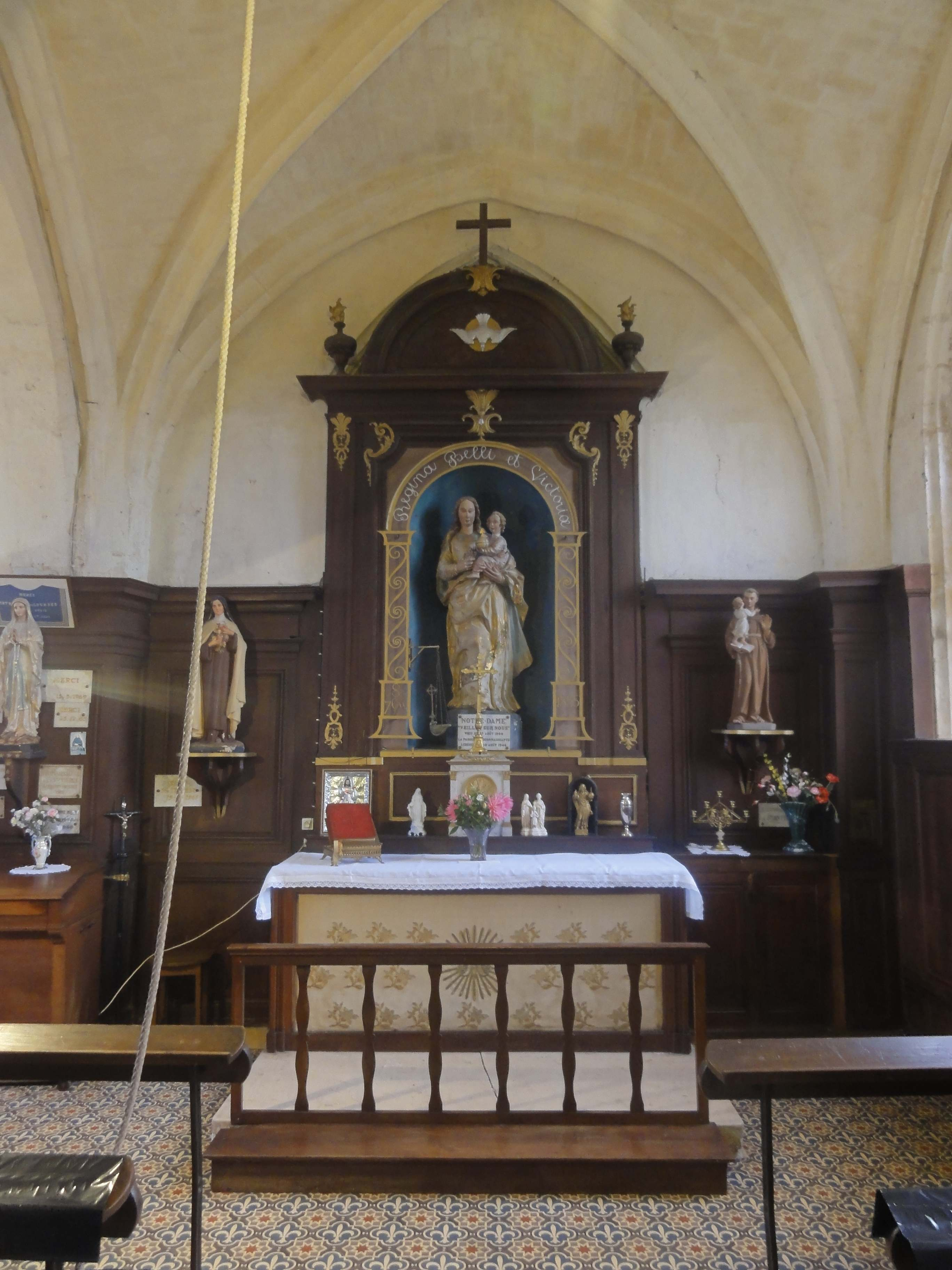
Chevet du collatéral.

Le collatéral du chœur, ou la chapelle latérale du sud, ressemble assez au chœur depuis son revoûtement à la période flamboyante. Avec le chœur, elle partage les deux grandes arcades simplement chanfreinées, ainsi que le pilier cylindrique isolé avec sa curieuse frise, qui englobe les culots des nervures des voûtes. Leurs nervures se fondent généralement dans des piliers engagés, dont le chœur ne comporte qu'un seul exemplaire du fait de la réutilisation des supports de la fin du XIIe siècle. Les principales différences avec le chœur sont le cul-de-lampe sculpté de crochets avec son tailloir à bec, dans l'angle nord-ouest, et l'existence de formerets. Au-dessus de la première grande arcade, ainsi qu'à gauche de la seconde grande arcade, ils affectent un profil torique. Ils doivent donc dater du XIVe siècle, d'autant plus que ces formerets anciens ne correspondent pas tout à fait à la lunette des voûtes actuelles. La voûte de la première travée comporte une trappe pour accéder aux combles moyennant une échelle, et trois trous pour le passage des cordes des cloches. Il n'y a actuellement plus qu'une seule cloche. Les clés de voûte sont plus intéressantes que dans le chœur. La première est un écusson aux armes des seigneurs de Garges d'Ormoy : pour ne pas avoir été bûché à la Révolution, il a dû être cachée sous une couche de plâtre. La seconde est un écusson avec les emblèmes des compagnons ayant participé à la reconstruction de l'église, ce qui est un motif rare dans la région. En ce qui concerne les fenêtres du sud, elles sont à deux lancettes et ressemblent assez à la fenêtre au nord de la nef, mais les lancettes de la première baie se terminent curieusement par un arc en cintre surbaissé. Avec cette exception, le dessin du réseau est typiquement flamboyant, et il pourrait s'agir du résultat d'une réparation après les dégâts infligés par les combats de juin 1940. Tous les vitraux ont été cassés à ce moment. La baie du chevet est toutefois bouchée depuis bien plus longtemps ; on n'en voit plus que son arc au-dessus du retable de la Vierge Marie. De l'extérieur, le réseau flamboyant reste visible ; il est à quatre lancettes et très élégant. Les vitraux actuels consistent essentiellement de verre blanc, avec quelques losanges en de différentes teintes de bleu et violet, et de petites peintures sur verre : Elles représentent un baptême et un mariage. Grâce à ces vitraux, la chapelle du sud est lumineuse, et les boiseries sont intactes tout autour. Comme dans les autres parties de l'édifice, l'entretien régulier et la préservation du mobilier du XIXe siècle ont permis de garder intacte l'ambiance d'une petite église villageoise sous le Second Empire et la Troisième République,.

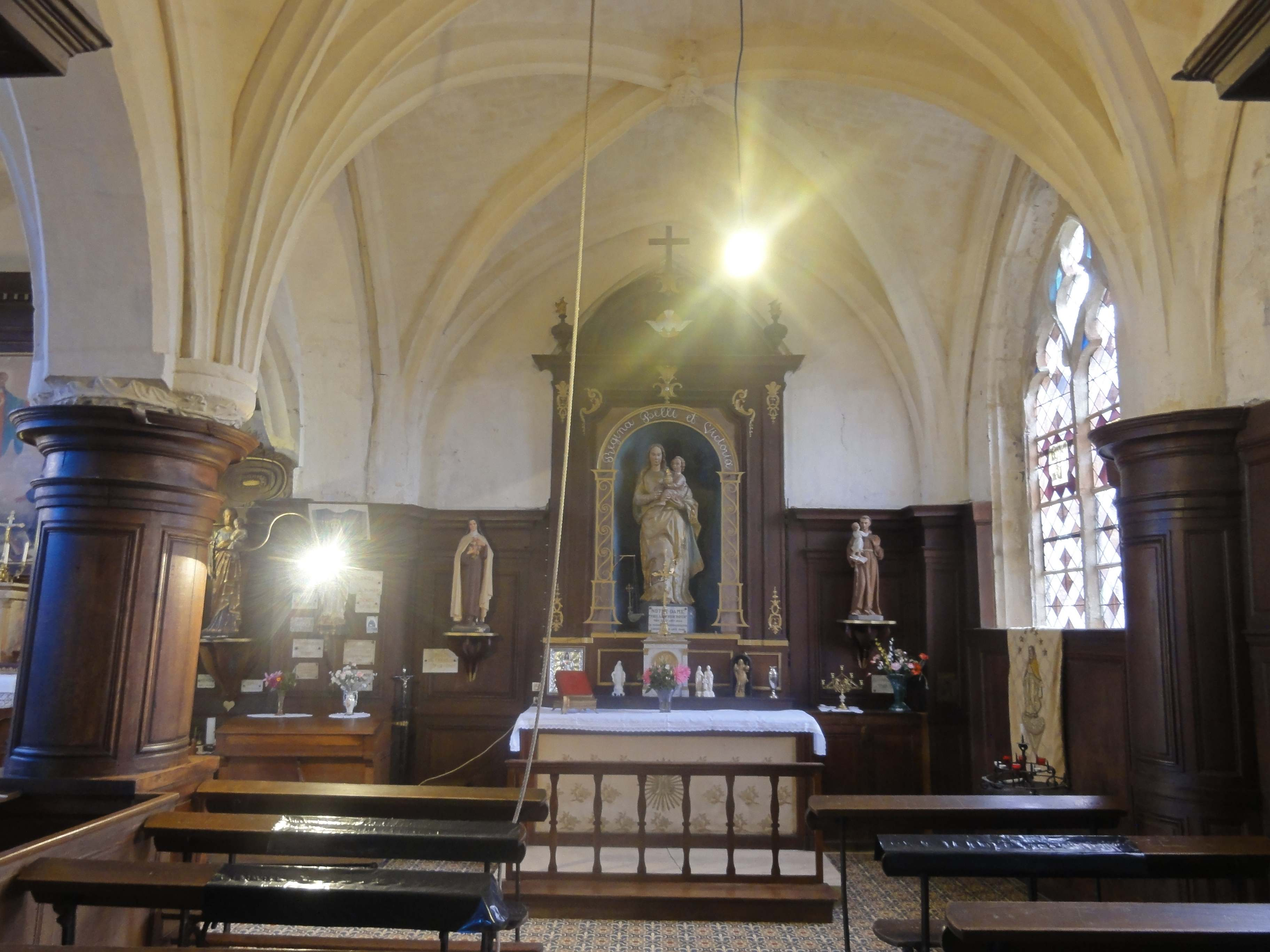
Vue vers l'est.
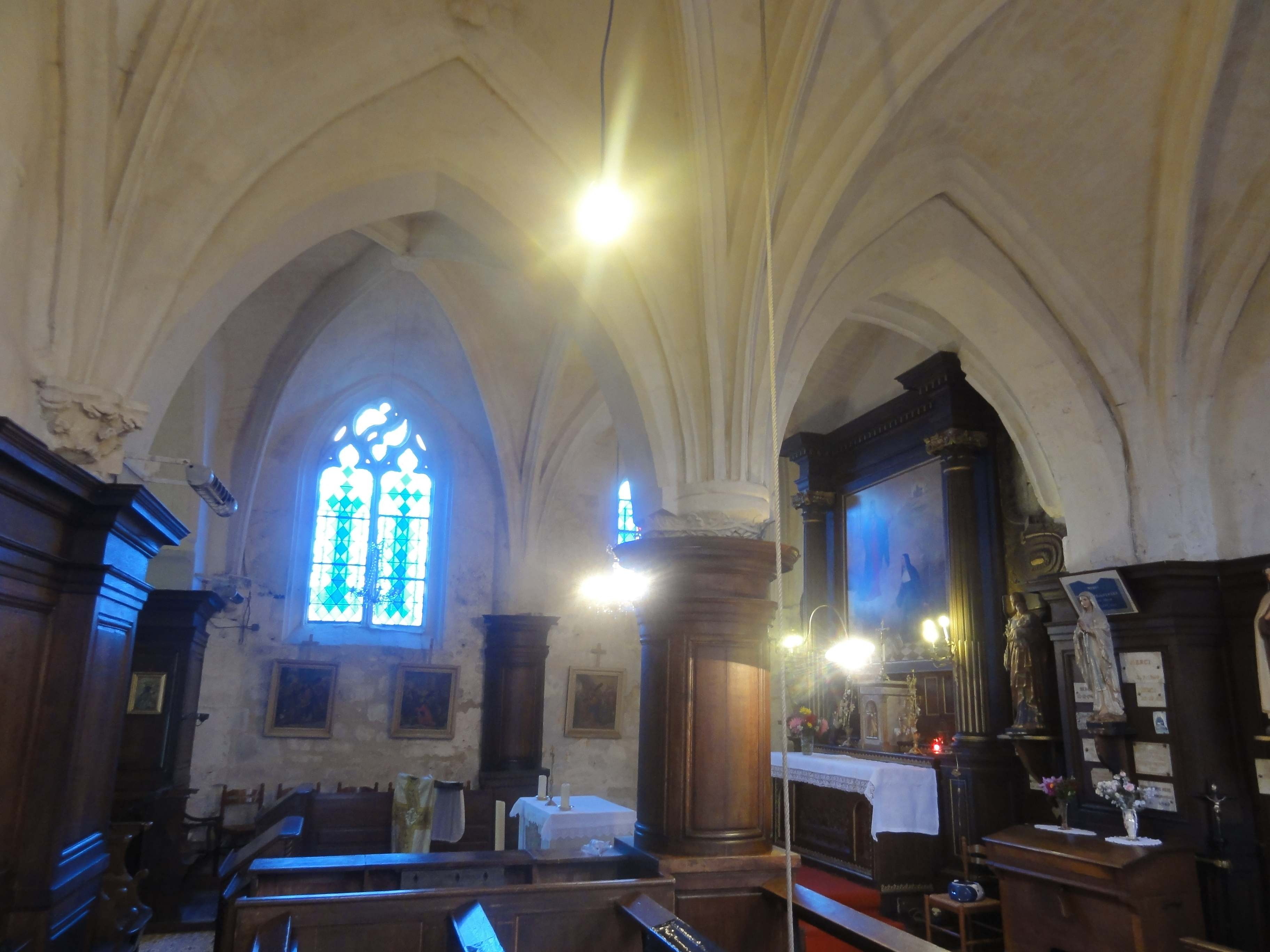
Arcades vers le chœur.
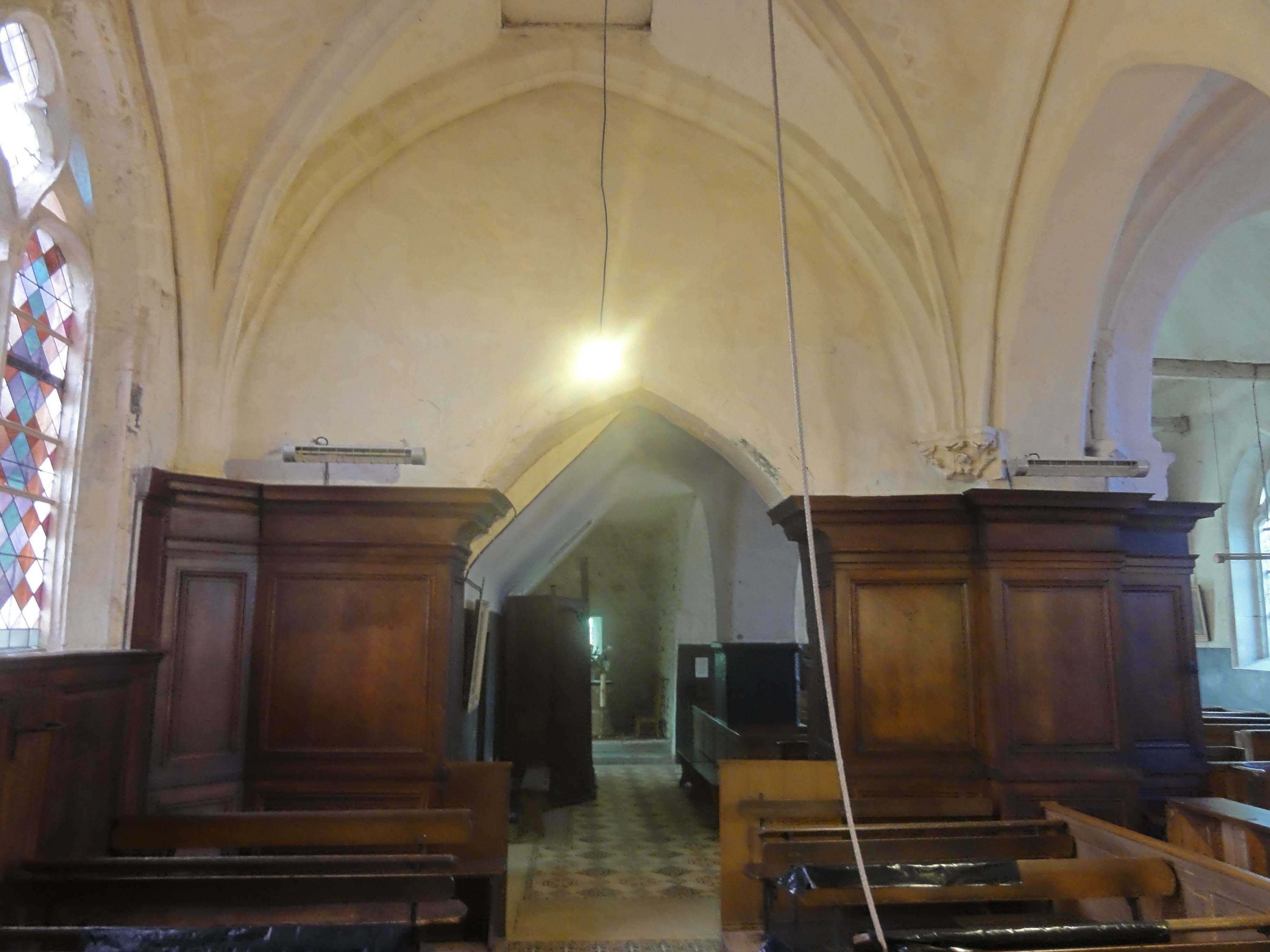
Vue vers l'ouest.
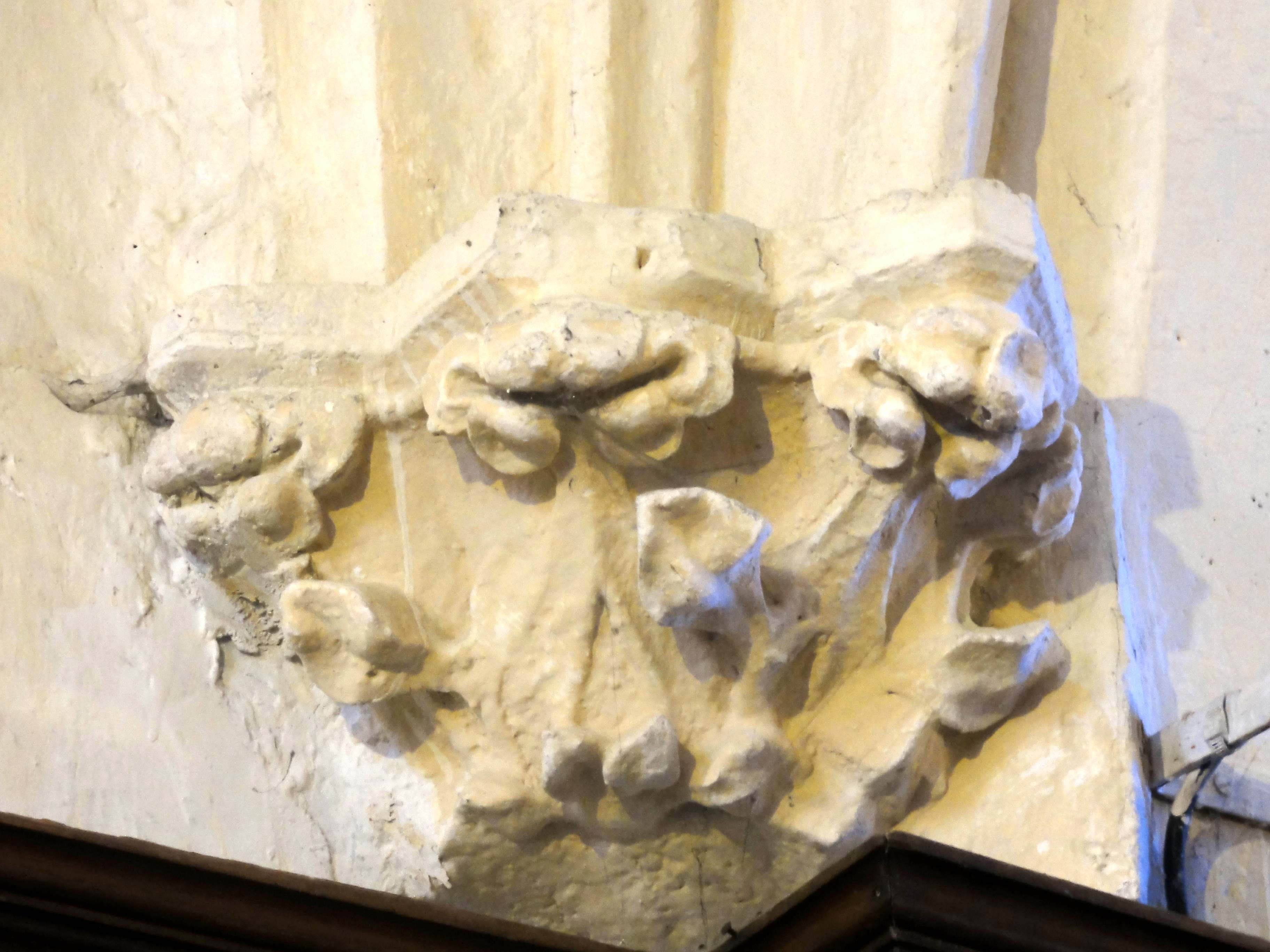
Cul-de-lampe du XIVe.
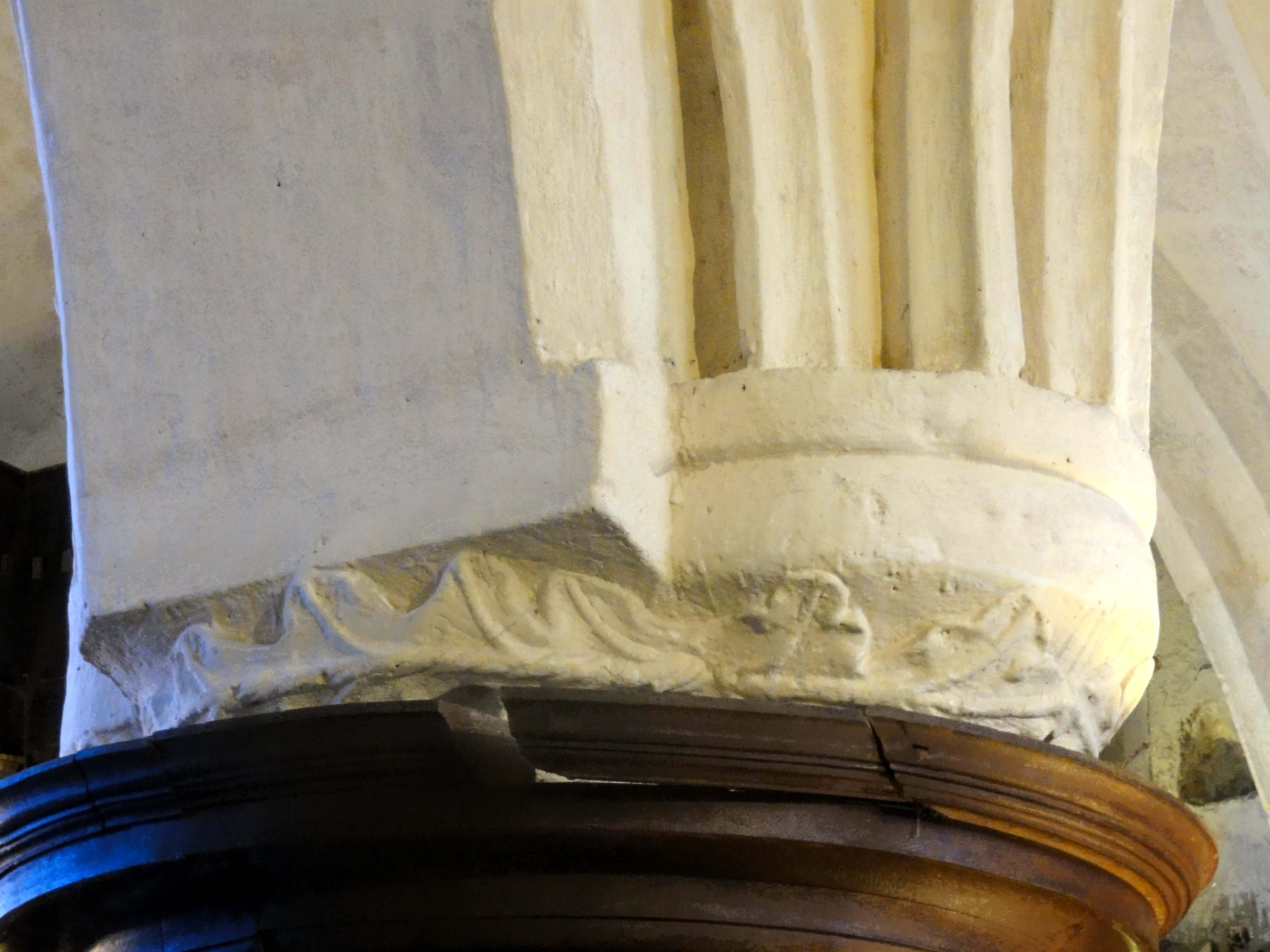
Frise sur le pilier central.
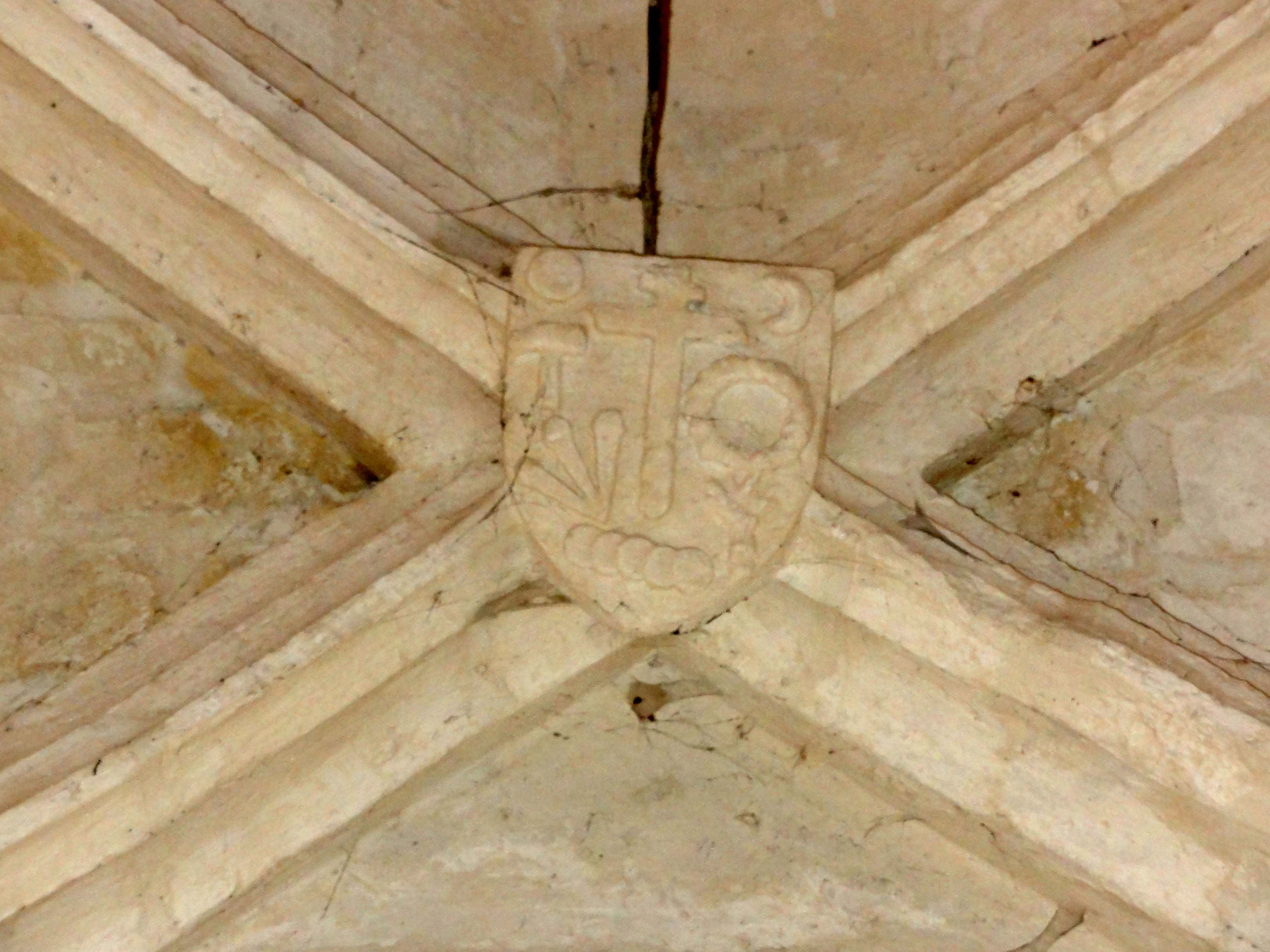
Clé de voûte, 2e travée.

### Extérieur

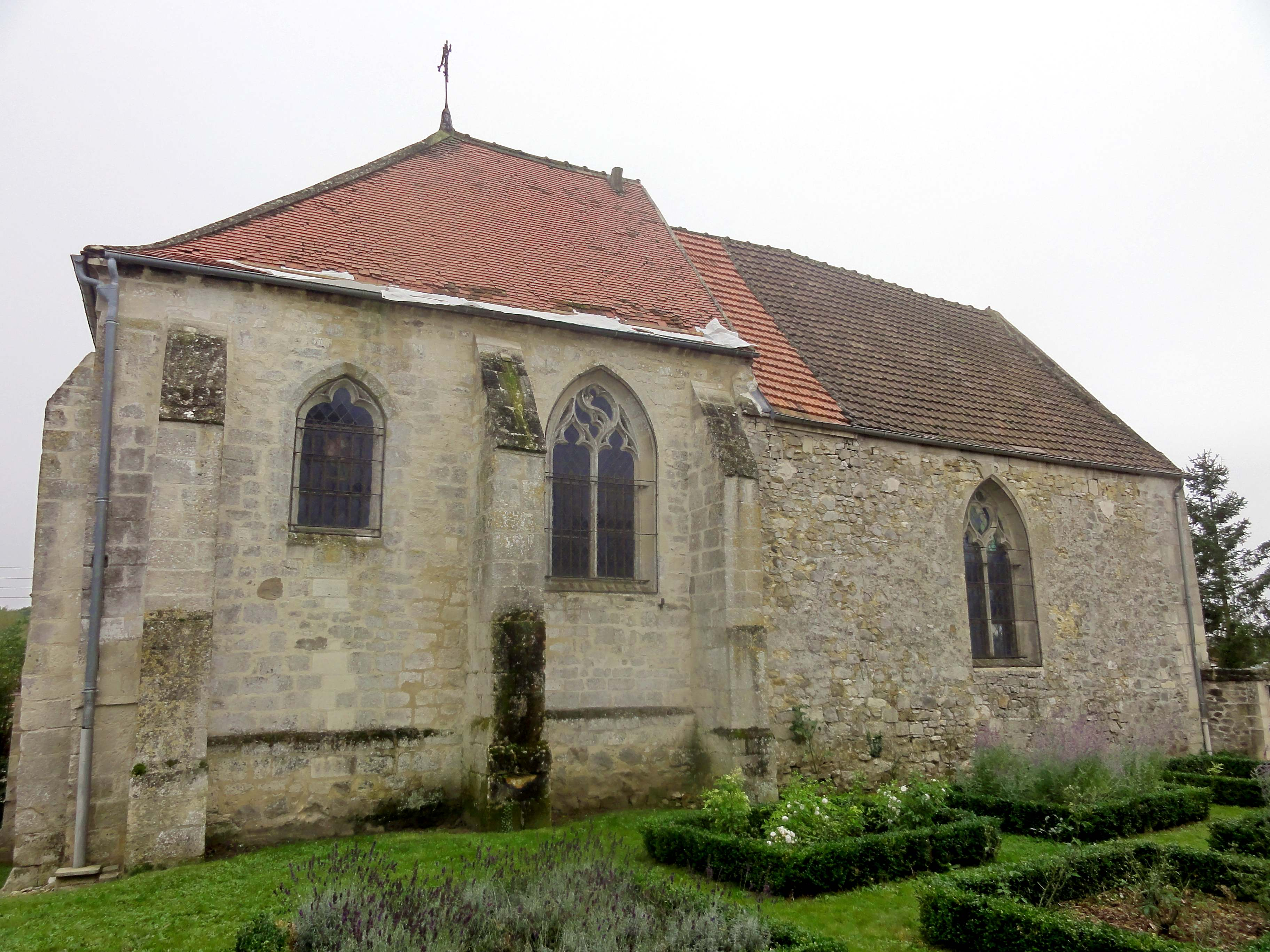
Vue depuis le nord.

Toute l'église est bâtie en moellons, la pierre de taille étant réservé aux chaînages, aux encadrements des fenêtres et aux contreforts. Une vue sur l'élévation nord montre que les matériaux utilisés pour le chœur sont de meilleure qualité que ceux employés pour la nef, et l'appareil est constitué de moellons retaillés, au lieu de moellons irréguliers comme dans n'importe quel mur d'un bâtiment agricole. La façade occidentale est austère, et se remarque par son absence de symétrie et de contreforts. Aucun décrochement n'est visible à l'intersection entre nef et bas-côté, et le portail en anse de panier est surmonté d'un entablement aniconique et d'une corniche, dans le goût du style classique. Le portail notamment a incité Louis Graves à considérer la nef comme moderne. À gauche, un petit toit en appentis protège une grande pierre tombale à effigies gravées. — Depuis le sud, le bas-côté n'est presque pas visible, et son toit descendant très bas, ainsi que la sacristie avec sa fenêtre en plein cintre évoquant une lucarne, font oublier que l'on se situe face à un édifice religieux. En revanche, le mur pignon du collatéral est d'un bel effet. Parfaitement symétrique, il est structuré horizontalement par un larmier en haut du soubassement des fenêtres, et verticalement par un contrefort central, ainsi que par deux contreforts orthogonaux à chaque angle. À partir du larmier déjà mentionné, ils sont scandés par un second larmier, et le contrefort central présente deux retraites moyennant un glacis formant larmier. Enfin, chacun des contreforts s'amortit par un glacis formant larmier. Les deux fenêtres occupent une grande partie de la largeur du mur. En haut, de part et d'autre du contrefort central, le pignon est percé de deux baies abat-son en plein cintre, car la cloche est suspendue dans les combles. Un cadran d'horloge figure au sommet du pignon. Dans son ensemble, l'élévation sud confère à l'église Saint-Martin un caractère unique, qui permet de la distinguer facilement de toutes les autres églises de la région. Le chevet avec sa grande baie flamboyante et son triplet roman est également intéressant, mais on ne peut guère l'apprécier du fait de la proximité des maisons voisines.

## Mobilier

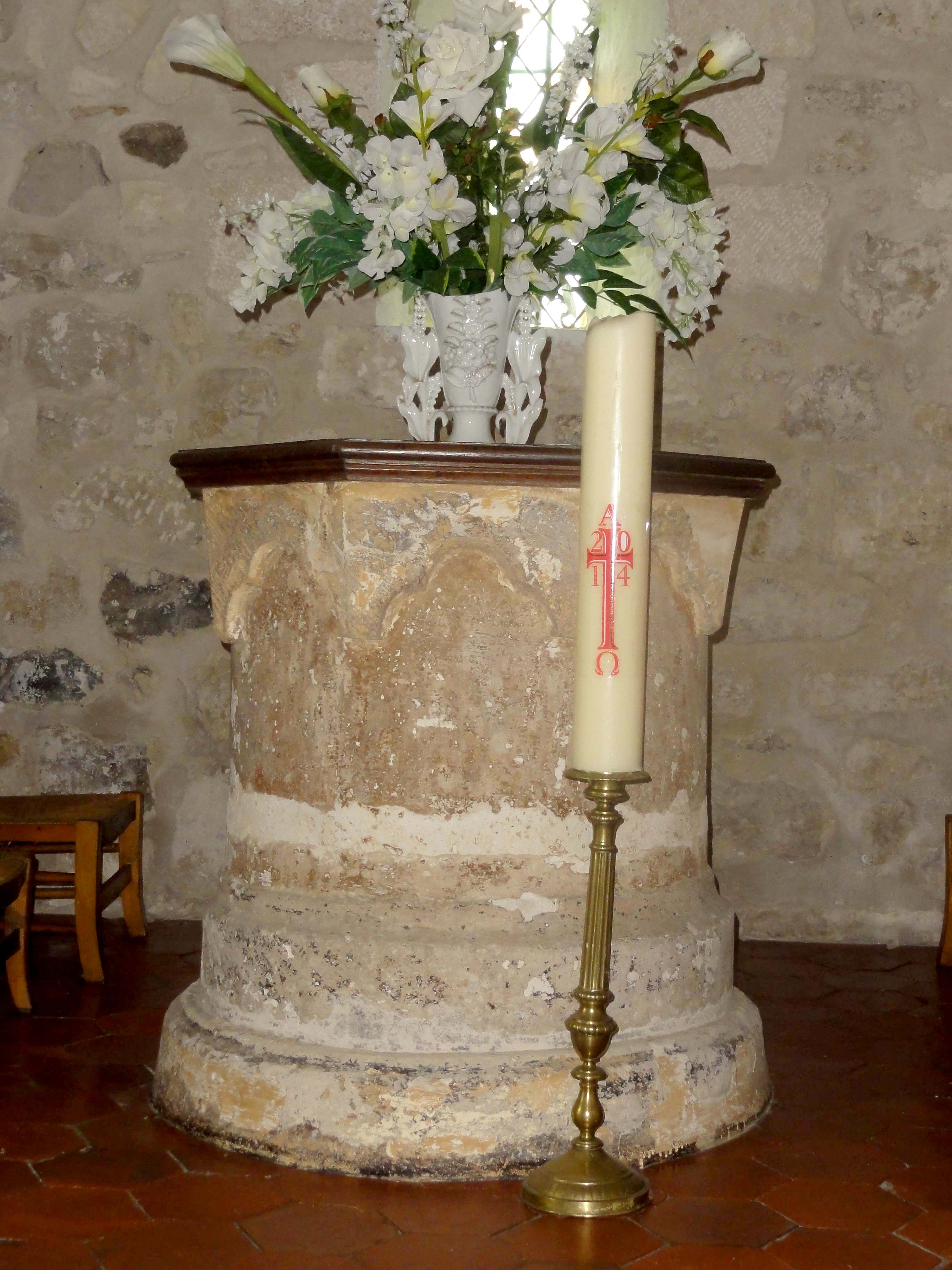
Fonts baptismaux.

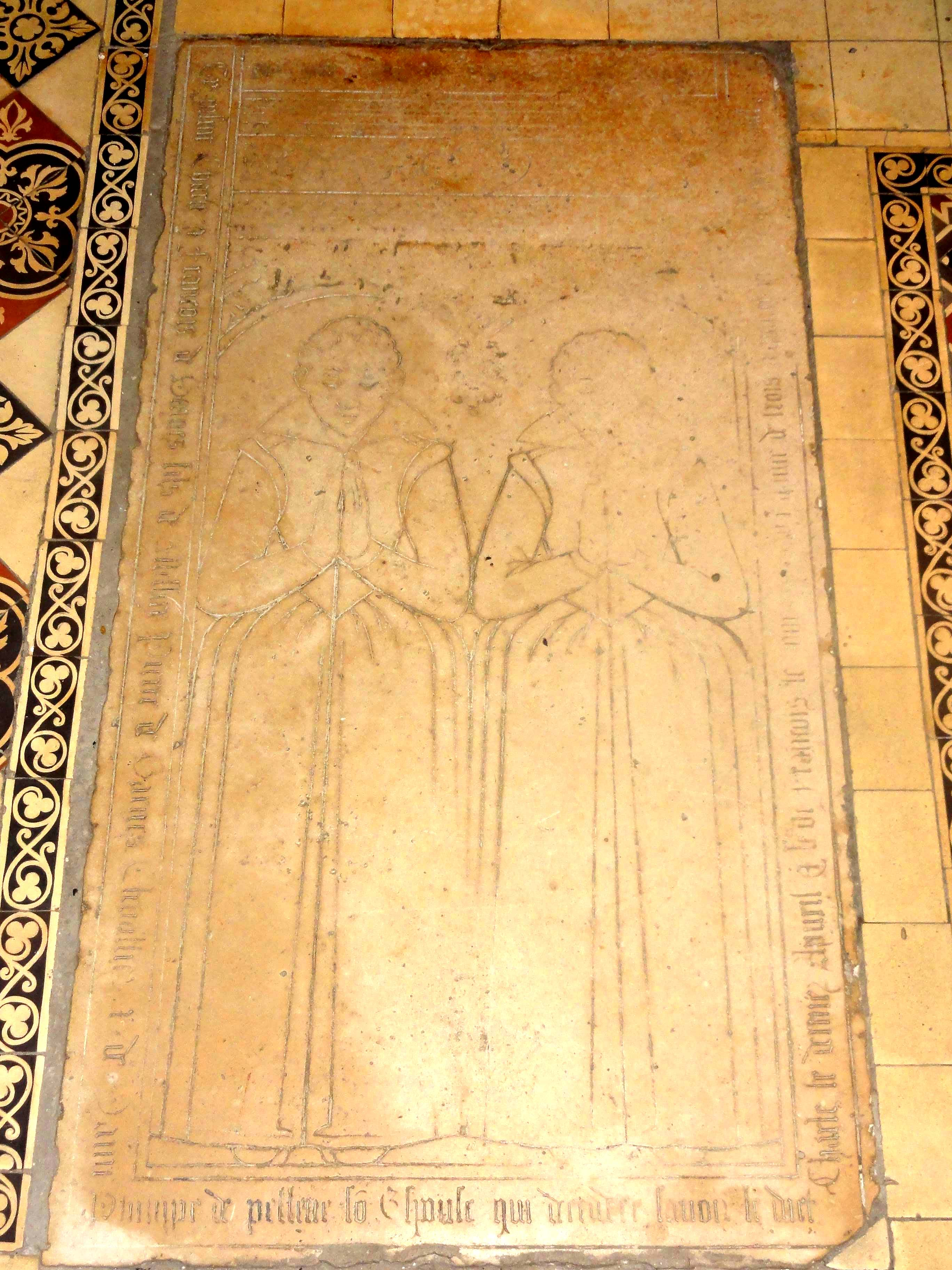
Dalle funéraire gothique.

L'église Saint-Martin ne comporte aucun élément de mobilier classé monument historique au titre objet. On peut s'étonner de ne trouver aucune représentation iconographique, statue, tableau ou bas-relief, du saint patron de la paroisse, Martin de Tours. — Dans la nef, un grand tableau est accroché à gauche. Il représente la Vierge à l'Enfant, entre saint Jean-Baptiste à sa gauche, et saint Sébastien à sa droite. Les deux hommes agenouillés sont des donateurs. Avec saint Sébastien, au moins le patron de la nouvelle paroisse de Crépy-en-Valois est présent dans l'église d'Ormoy-Villers. Le tableau est une copie de la fin du XIXe siècle du retable de Casio peint par Giovanni Antonio Boltraffio vers 1500, et qui est conservé au musée du Louvre. La chaire à prêcher date de 1816. Ses panneaux ne comportent pas de bas-reliefs, mais des frises de fleurs courent en haut et en bas de la cuve. En face, à droite, un ensemble de poutre de gloire est accroché au mur : il s'agit d'un Christ en croix entre une Vierge de douleur ou Mater dolorosa à sa gauche, et le jeune saint Jean à sa droite. Les trois sculptures en bois devraient être antérieures à la Révolution, car les poutres de gloire ou trefs sont passés de mode au XVIIIe siècle. Les autres statues sont du XIXe siècle : une Vierge à gauche ; un saint évêque et le Sacré-Cœur de Jésus de part et d'autre de l'arc triomphal ; et sainte Jeanne d'Arc en dessous du monument aux morts de la paroisse à droite. Les saints évêques sans attribut ont généralement été acquis pour représenter les saints patrons d'une paroisse, s'il s'agit d'évêques. Dans le réduit au début du bas-côté, les fonts baptismaux ne sont pas sans intérêt. Ils dateraient du XVIe siècle, et se présentent sous la forme d'une haute cuve baptismale à infusion sur plan octogonal. Chaque face est décorée d'une arcature trilobée plaquée. Le lobe supérieur n'est pas fermé comme sur les réseaux des fenêtres flamboyants, ce qui soulève la question si les fonts ne sont pas bien plus anciens. Le socle cylindrique à double ressaut est moins haut que la cuve, et son diamètre dépasse celui de la cuve.
Dans le chœur, l'ancien maître-autel utilisé jusqu'à la réforme liturgique vers 1970 affiche un bas-relief représentant la Cène. Le retable majeur est influencé par la Renaissance, pour les deux colonnes corinthiennes cannelées et l'entablement avec frise à denticules, et par le style baroque, pour les deux ailerons qui le flanquent à gauche et à droite. La datation du XVIIIe siècle supposée par la mairie n'est pas évidente ; il faut sans doute ajouter un siècle, ou bien considérer l'éventualité d'une imitation de l'éclectique XIXe siècle. Le tableau de retable, peint par Vincent Paris vers la fin du XVIIIe siècle, représente l'apparition du Sacré-Cœur de Jésus à sœur Marguerite-Marie Alacoque, en juin 1675 à Paray-le-Monial. Ce tableau ainsi que celui dans la nef ont été restaurés. Les deux statues qui flanquent le retable sont sulpiciennes, et représentent la Vierge à l'Enfant ainsi que saint Joseph à l'Enfant. — D'envergure un peu moindre, le retable de la Vierge au chevet de la chapelle du sud est d'un style Rococo assagi. Il est surmonté d'un fronton en arc de cercle entre deux pots-à-feu. Initialement le retable devait être conçu pour servir de cadre à un tableau. En 1855, date qui figure à la gauche, une niche a été aménagée en son milieu afin d'accueillir une grande Vierge à l'Enfant, neuve à l'époque. L'enfant Jésus porte un orbe dans sa main gauche. Deux statues en plâtre sont placées sur des consoles à gauche et à droite du retable : ce sont sainte Thérèse de Lisieux et saint Antoine de Padoue. — La cloche se nomme « Scholastique Lucine » et pèse 200 kg ; elle a été fondue en récupérant une cloche felée datant de 1869. — En plus du mobilier proprement dit, l'église renferme trois pierres tombales ; une quatrième a été redressée contre le mur de la façade. Des pierres tombales découpées ont été utilisées pour faire les marches d'escalier à l'entrée de la sacristie ; sur l'une, on lit encore le fragment d'une inscription, qui fait penser à une plaque de fondation. La pierre tombale à la fin du bas-côté comporte seulement une inscription ; les trois autres sont à effigies gravées. Deux présentent des époux, et l'inscription est gravée sur le pourtour. La troisième appartient à Gabriel Maillart. Pour des raisons qui restent à identifier, l'inscription en latin commence par deux anagrammes de son nom, Alba gerit armilla et Armilla albigera, qui sont encore répétés dans le texte.

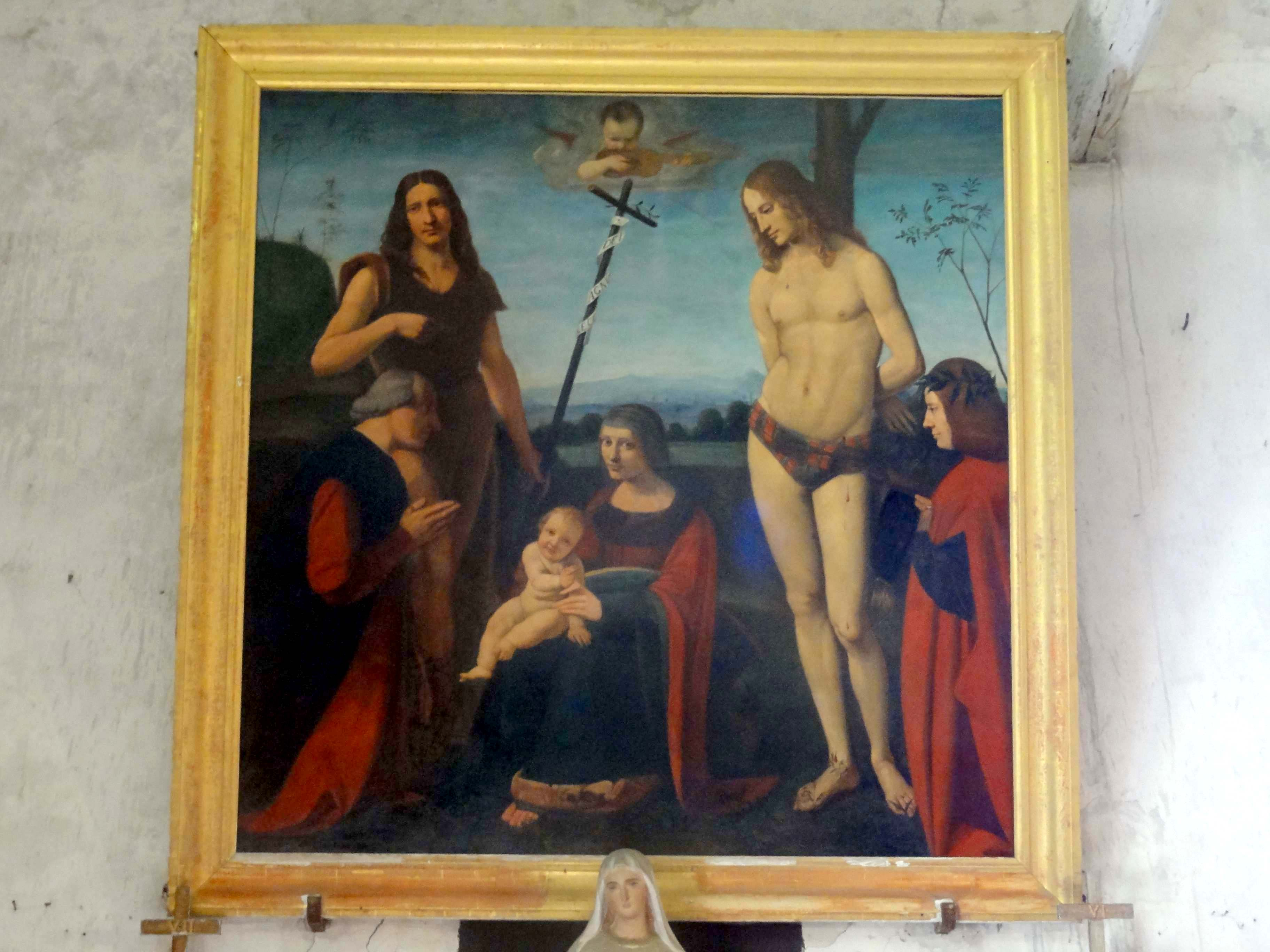
Copie du retable de Casio.
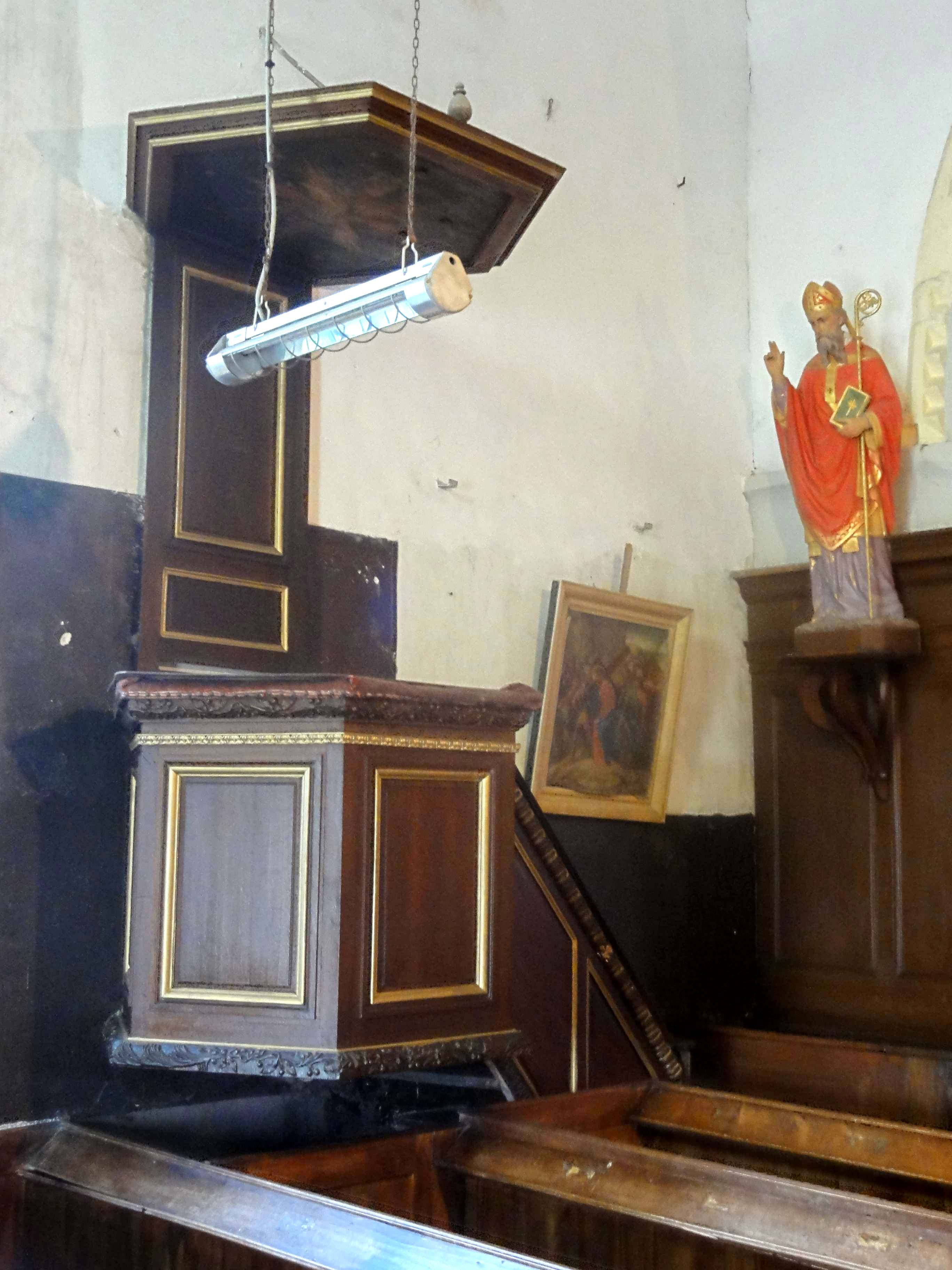
Chaire à prêcher.
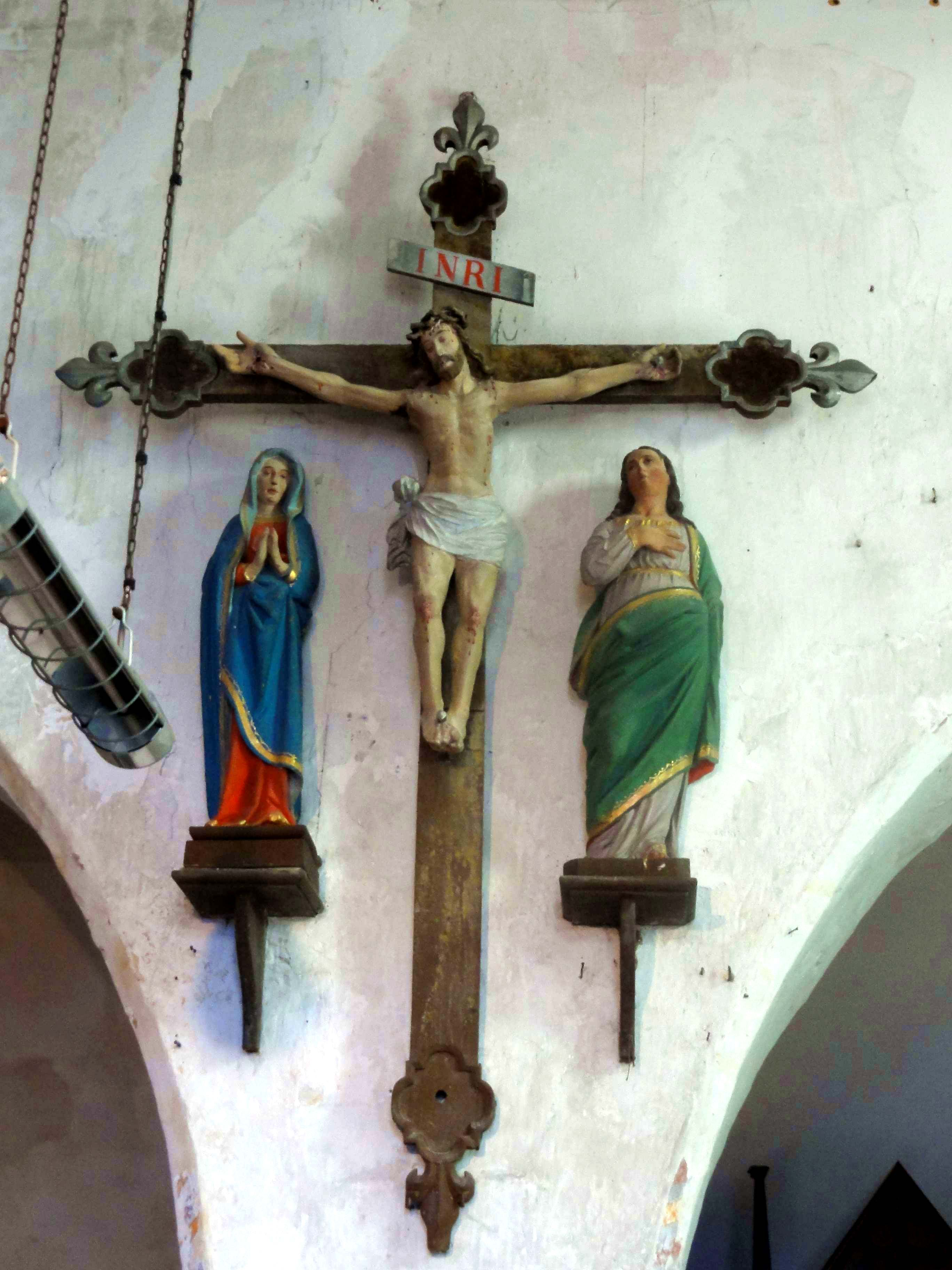
Ensemble de poutre de gloire.
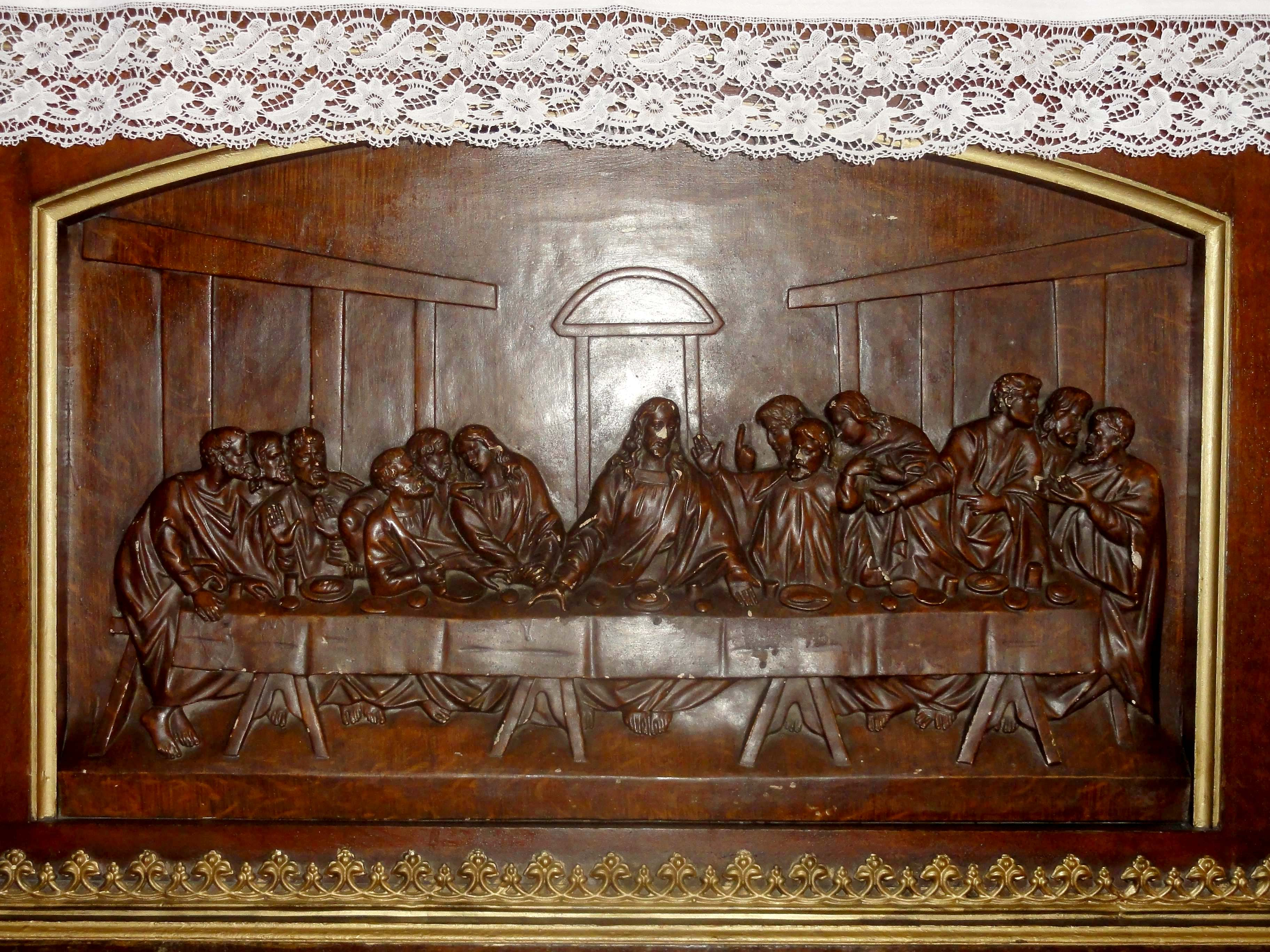
Maître-autel.
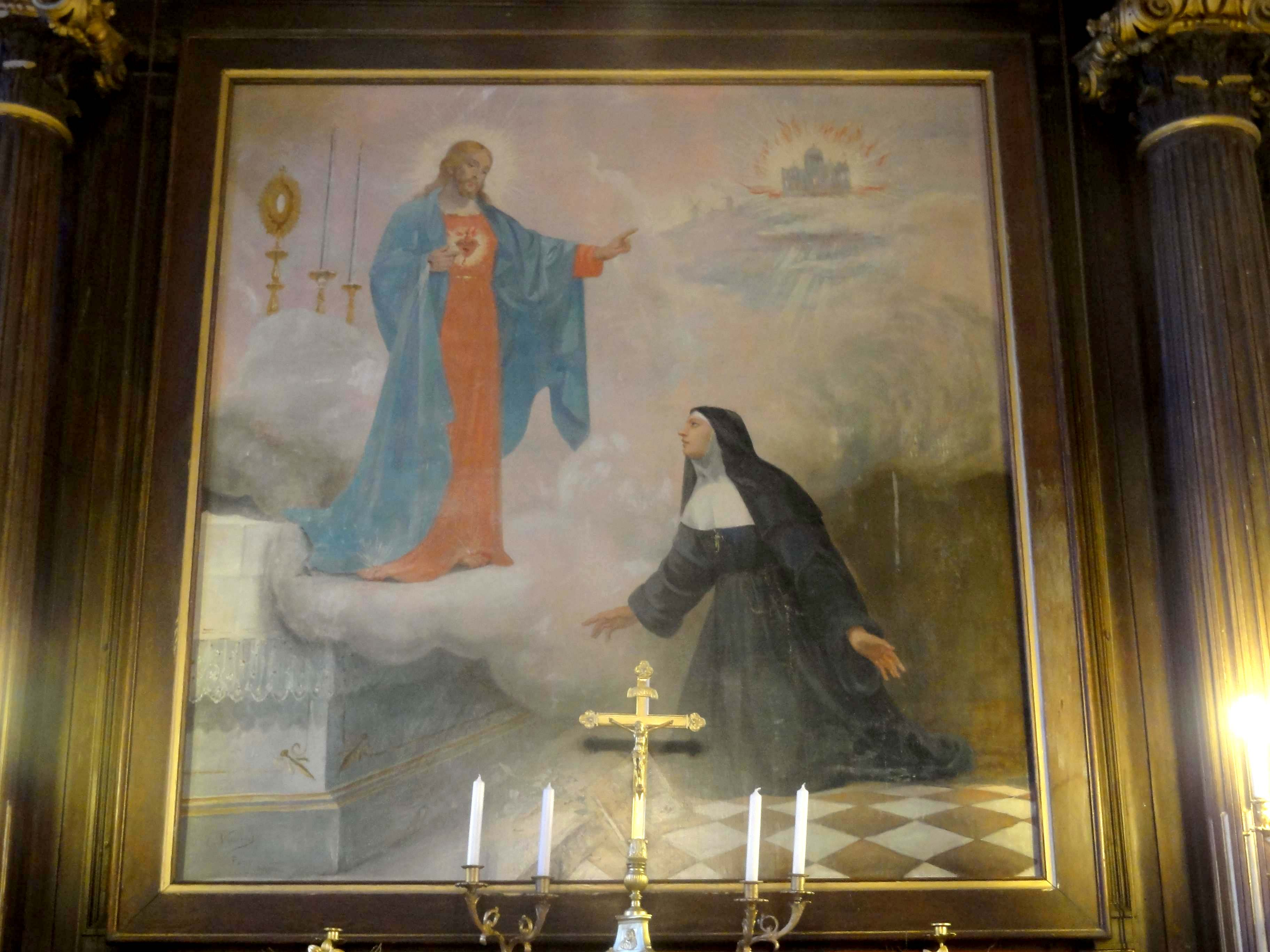
Tableau de retable.
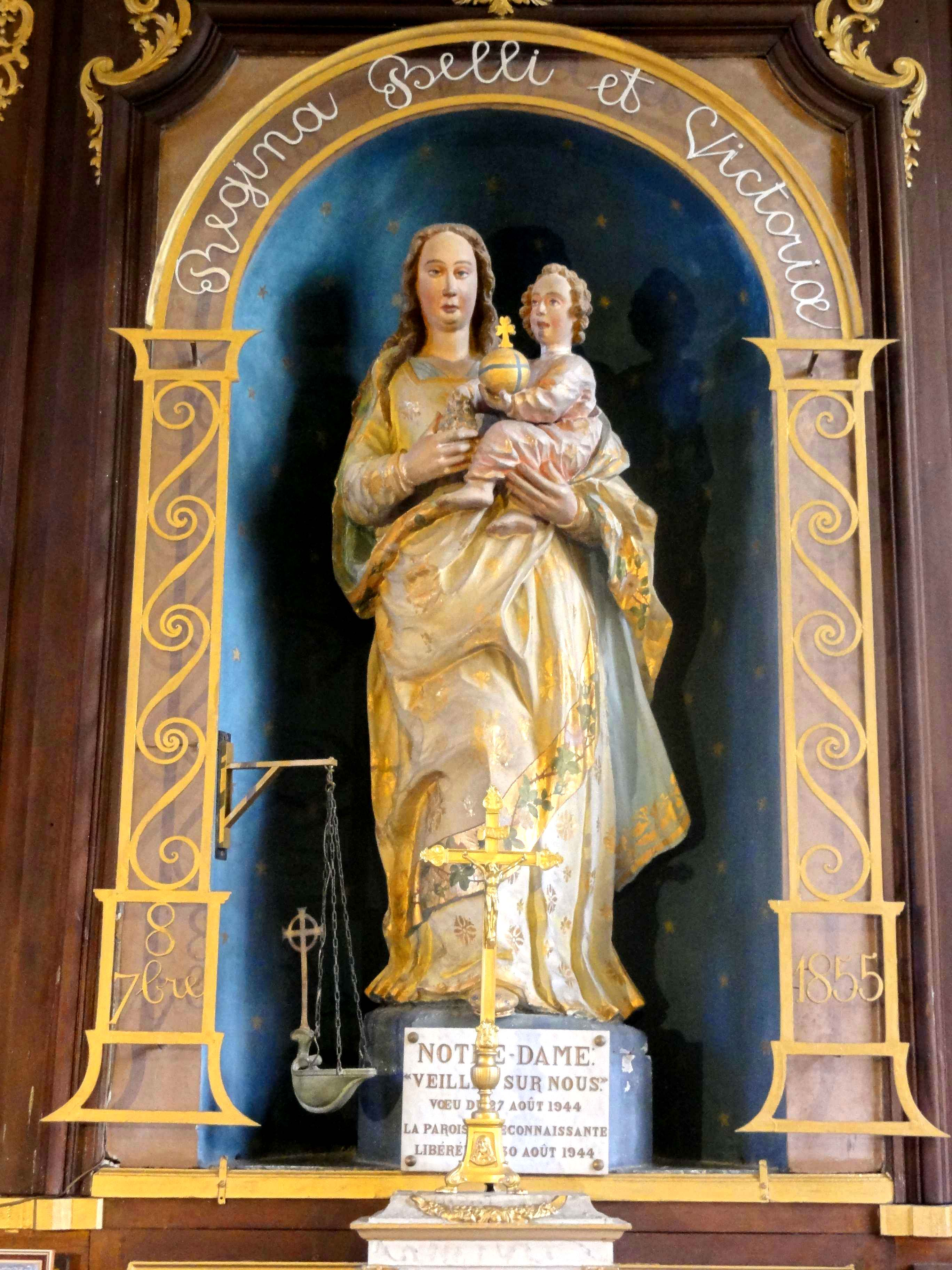
Vierge à l'Enfant.